# Erzbistum Köln

Logo des Erzbistums Köln bis 2023

Wappen des Erzbistums Köln; es geht auf das Kurkölnische Kreuz, das Wappen des Kurfürstentums Köln, zurück.

Das Erzbistum Köln (lateinisch Archidioecesis Coloniensis) ist eine römisch-katholische Diözese im Westen von Nordrhein-Westfalen und im nördlichen Rheinland-Pfalz. Es ist eines der ältesten und war bis 2023 über viele Jahre das mitgliederstärkste Bistum im deutschsprachigen Raum. Aufgrund vergleichsweise hoher Zahlen an Kirchenaustritten ist es seit 2024 nach dem Bistum Münster nur noch das zweitgrößte deutsche Bistum.
Das Erzbistum Köln bildet zusammen mit den Suffraganbistümern Aachen, Essen, Limburg, Münster und Trier die Kirchenprovinz Köln, deren Metropolit der Kölner Erzbischof ist. Metropolitankirche ist der Kölner Dom, die „Hohe Domkirche Sankt Petrus“ in Köln.
Seit dem 20. September 2014 ist Rainer Maria Kardinal Woelki Erzbischof von Köln.
Mit Stand 31. Dezember 2023 lag der Anteil der Katholiken an der Gesamtbevölkerung von etwa 5,5 Millionen Menschen auf dem Territorium des Erzbistums bei ca. 30 % (1,6 Millionen). Zwölf Jahre zuvor waren 41 % der Gesamtbevölkerung Katholiken.

## Geschichte

### Anfänge und Mittelalter
Das Erzbistum Köln geht auf die frühchristliche Gemeinde der Stadt in römischer Zeit zurück. Der erste in Quellen des 4. Jahrhunderts genannte Bischof von Köln war Maternus, der erste Bischof mit fränkischem Namen Evergislus (Eberigisil) im 6. Jahrhundert. Bischof Hildebold erhielt 794/5 durch Karl den Großen als Belohnung für seinen Dienst am Hof den Titel eines Erzbischofs. Köln ist seitdem Erzbistum. Ein erster Dom wurde in Köln 870 geweiht. Die Bischofsresidenz der Kölner Erzbischöfe befand sich ursprünglich neben dem Dom (siehe Residenzen Kölner Bischöfe).

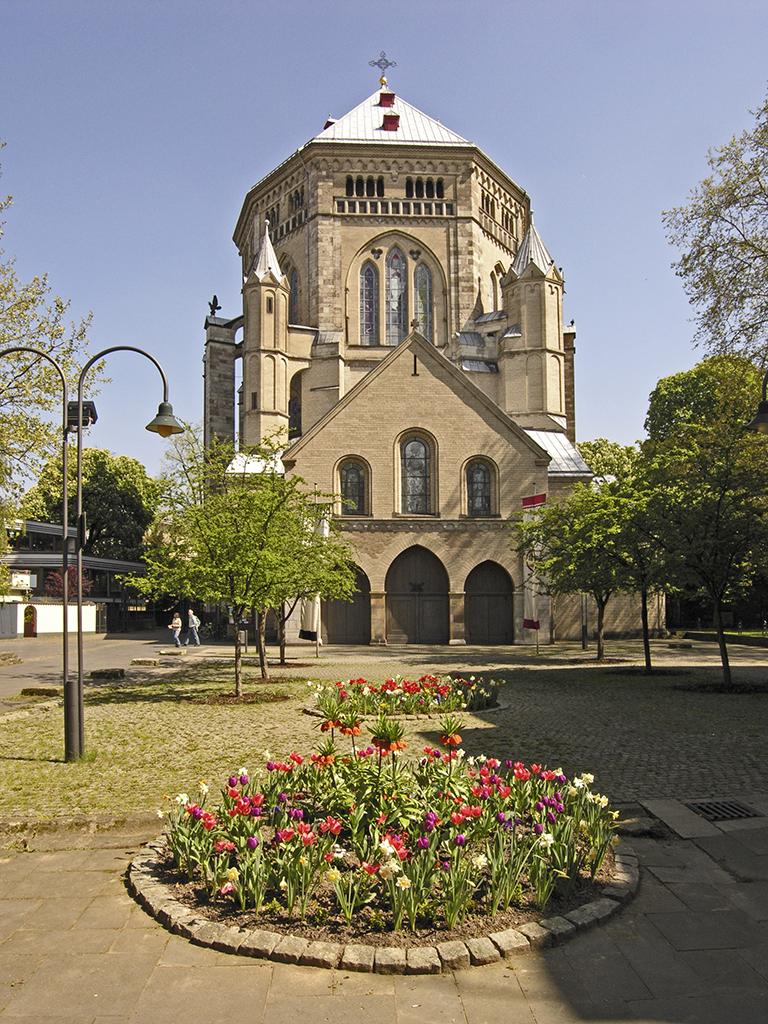
St. Gereon in Köln, eine der ältesten Kirchen Deutschlands

Erzbischof Rainald von Dassel betrieb eine Territorialpolitik am Rhein und bis nach Westfalen. Für die spirituelle Bedeutung des Bistums war es wichtig, dass Rainald im Jahr 1164 die angeblichen „Gebeine der Heiligen Drei Könige“ nach Köln überführte; mit diesem Ereignis wurde Köln zu einem der bedeutsamsten Wallfahrtsorte der christlichen Welt. Eine Vielzahl weiterer „Kölner Heiliger“ wie z. B. die hl. Ursula und der hl. Gereon trugen dazu bei, dass Köln fortan den Titel „Sancta“ (heilig) im Stadtnamen trug. Der volle Titel Kölns war „Sancta Colonia Dei Gratia Romanae Ecclesiae Fidelis Filia“ – Heiliges Köln, von Gottes Gnaden der Römischen Kirche getreue Tochter.
Der karolingische Dom war den Pilgermassen bald nicht mehr gewachsen, und so wurde im Jahr 1248 von Erzbischof Konrad von Hochstaden der Grundstein für den neuen gotischen Dom gelegt.
Seit dem 12. Jahrhundert erstrebte die städtische Bevölkerung Kölns zunehmend bürgerliche Autonomie. Die Erzbischöfe verloren 1288 als Ergebnis der Schlacht von Worringen die weltliche Macht über die Stadt Köln, im Niederrheinischen und im südlichen Westfalen. Die Kölner Erzbischöfe behielten die Hochgerichtsbarkeit über die Stadt; erst 1475 schüttelte die Stadt Köln de iure durch die Anerkennung der Reichsfreiheit die erzbischöfliche Stadtherrschaft ab, so dass die Erzbischöfe de facto zumindest in ihrer Eigenschaft als weltliche Territorialfürsten Fremde in der seit 1475 freien Reichsstadt blieben.
Der Kölner Erzbischof war bis 1803 (Reichsdeputationshauptschluss) einer der Kurfürsten des Heiligen Römischen Reichs Deutscher Nation.

### Reformationszeit, „Bayerische Herrschaft“ (1583–1761)
In der Zeit der Reformation im 16. Jahrhundert wechselten mit rund einem Zehntel der Pfarreien vergleichsweise wenige vom katholischen zum lutherischen oder reformierten Bekenntnis. Die Reformationsversuche durch Hermann V. von Wied 1543 und insbesondere Gebhard Truchseß von Waldburg 1582, welche das Ziel hatten, das Erzbistum Köln in ein erbliches, protestantisches Herzogtum zu verwandeln, hinterließen wegen der Niederlage Gebhards im Truchsessischen Krieg (1583 bis 1588) keine langfristigen Folgen für das Erzbistum.
Dass das Rheinland im 16. und 17. Jahrhundert mehrheitlich katholisch blieb, wurde auch durch die teils politisch, teils konfessionell motivierten Weichenstellungen der jeweiligen Territorialherren bestimmt. Die Vorherrschaft des Katholizismus wurde dauerhaft dadurch gestärkt, dass es die bayerischen Wittelsbacher seit dem späten 16. Jahrhundert verstanden, sich die Fürstbistümer des westdeutschen Raums – und damit auch Kölns – zu sichern und Einfluss auf die 24 wahlberechtigten Domkapitulare ausübten – oder missliebige (protestantische) Domkapitulare kurzerhand aus dem Amt entfernten.

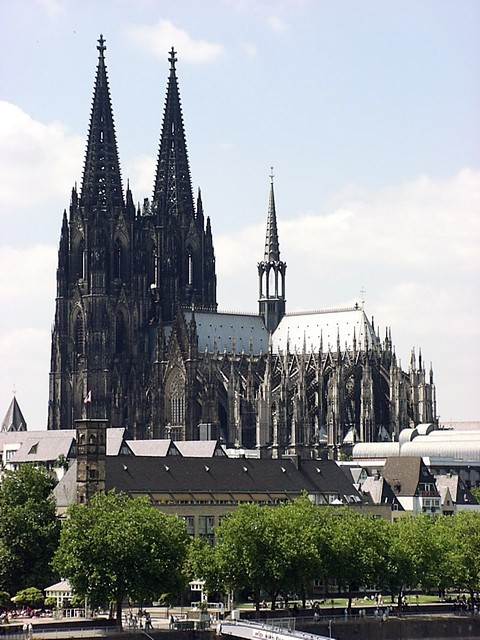
Der Kölner Dom

Der in den Niederlanden regierende König Philipp II. setzte 1559 bei Papst Paul IV. eine Neugestaltung der Bistumsstruktur in der Region durch, um den Protestantismus mit geeigneten kirchenpolitischen Mitteln zu bekämpfen. Die Zahl der Bistümer in den Niederlanden wurde durch Teilungen und Neugründungen auf 19 erhöht. Dabei kamen Pfarreien des Erzbistums Köln im Bereich von Nijmegen und des Flusses Maas in ein neu gegründetes Bistum Roermond. Das Kölner Suffraganbistum Utrecht wurde verhältnismäßig verkleinert und aus der Kölner Kirchenprovinz ganz herausgelöst. Auch andere Kölner Suffragane wie Münster erlitten 1559 Einbußen.

### Revolutionszeit (1794–1813)
Durch die Besetzung des gesamten linksrheinischen Raums durch französische Truppen im Herbst 1794 erlebte das Erzbistum Köln in der Franzosenzeit innerlich wie äußerlich einen Niedergang. Der katholische Kultus wurde in den besetzten Gebieten wie in Frankreich selbst massiv unterdrückt. Erst Napoleon Bonaparte setzte der Bekämpfung des Christentums ein Ende.
Politische Konzessionen gedachte Napoleon gegenüber der im Untergang befindlichen Reichskirche aber nicht zu machen: Nachdem durch den Frieden von Lunéville am 9. Februar 1801 der gesamte linksrheinische Raum staatsrechtlich an Frankreich gefallen war, löste Napoleon das Erzbistum Köln für seine linksrheinisch-französischen Teile im Zuge einer Neuordnung der Bistumsstruktur auf, womit eine über tausendjährige kirchengeschichtliche Tradition im Rheinland endete. Als Ersatz für Köln kreierte er ein Bistum Aachen, das dem Erzbistum Mecheln als Suffragan unterstellt war. Aachen war auch die Hauptstadt des Département de la Roer.

### Preußische Zeit (ab 1815)
1814/1815 kam es zu einem abermaligen Umbau der kirchlichen Verhältnisse: Mit dem 1821 geschlossenen Staatskirchenvertrag zwischen der Kurie und Preußen, das auf dem Wiener Kongress 1815 die Herrschaft im beinahe gesamten Rheinland angetreten hatte, und der Zirkumskriptionsbulle De salute animarum (16. Juli 1821) wurde das Bistum Aachen wieder aufgelöst, Köln dagegen auch im Linksrheinischen wieder belebt. Die vormals Aachener kirchlichen Gebiete wurden nun zwischen Köln und Münster auf eine Art und Weise verteilt, die mehr Preußens administrativen Bedürfnissen als den kirchengeschichtlichen Traditionen entsprach: Der Kölner Sprengel umfasste die Regierungsbezirke Köln, Aachen und Düsseldorf, wurde also staatlichen Distrikten angeglichen. Am nördlichen Niederrhein, in dem sich uralte kölnische Traditionsorte wie beispielsweise Xanten oder Kempen befanden, wurden die Pfarreien im Regierungsbezirk Kleve dem Bistum Münster einverleibt. Dessen Dekanate Kleve, Wesel, Recklinghausen und Warendorf bilden noch heute die Grenze zum Erzbistum Köln, dem 1957 errichteten Bistum Essen und dem später zum Erzbistum erhobenen Paderborn im Osten.
Nach dieser anfänglichen Kooperation Preußens mit der Kurie kam es in den folgenden Jahrzehnten zu Konflikten zwischen Staat und Kirche am Rhein. Deren zentrales Ereignis, die Kölner Wirren, drehte sich um den konfessionellen Status von Kindern aus interkonfessionellen Ehen und gipfelte 1837 in der Verhaftung des Kölner Erzbischofs Clemens August von Droste zu Vischering durch den preußischen Staat. Die anschließende zweijährige Festungshaft des Bischofs sorgte dann für eine grundlegende Verhältnisbestimmung zwischen preußischem Staat und Katholischer Kirche. Viele Historiker sehen in diesem Ereignis bereits den Beginn des Kulturkampfs im späteren Deutschen Kaiserreich.

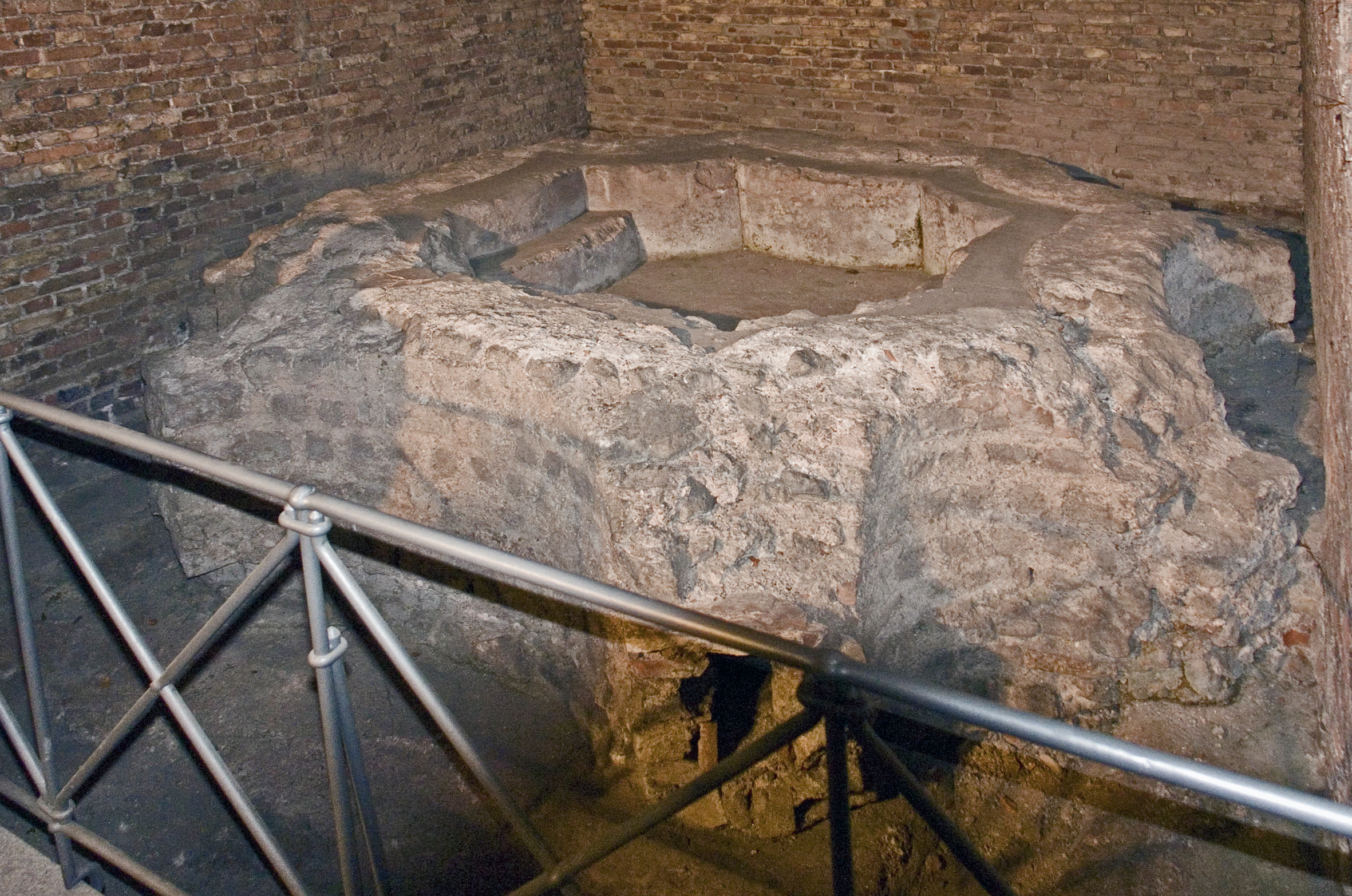
Frühchristliches Baptisterium östlich des Domchores (6. Jhd.)
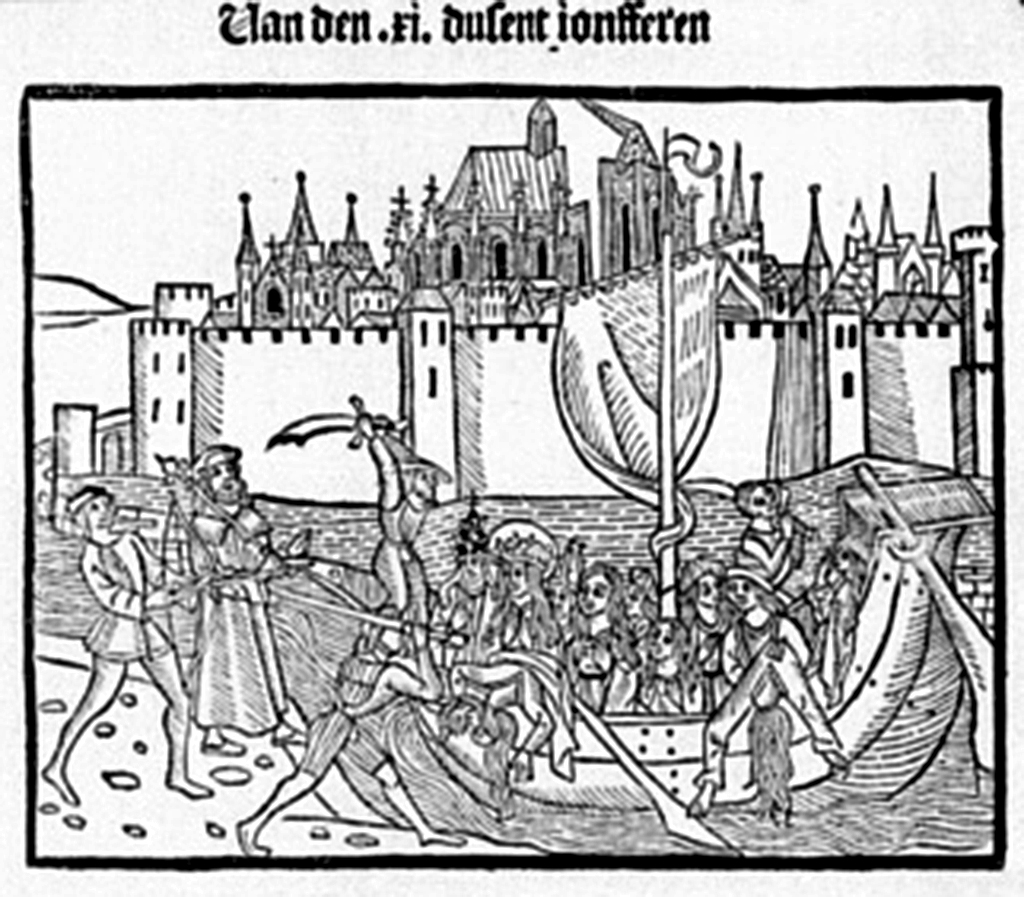
Mittelalterliche Darstellung des Martyriums der Heiligen Ursula
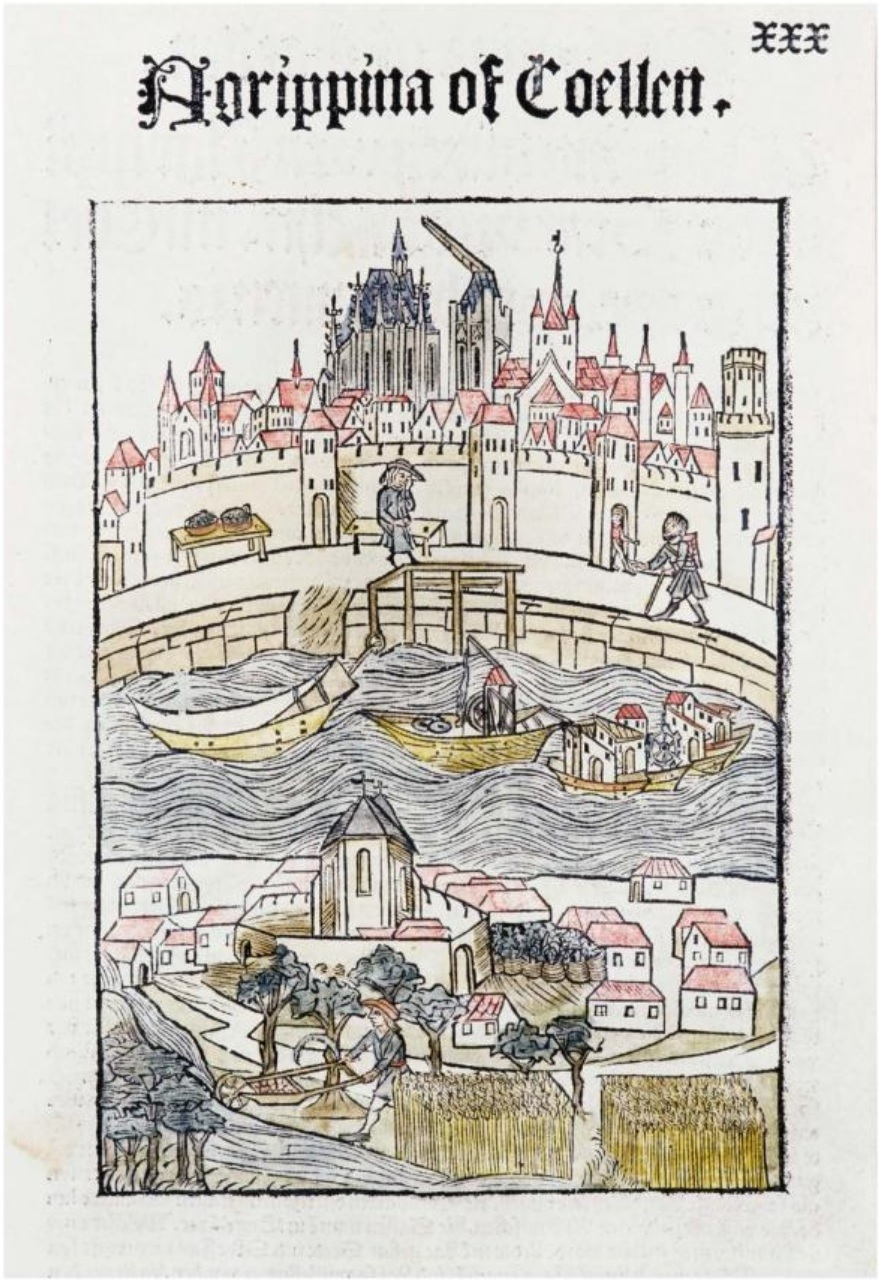
„Heiliges Köln“. Holzschnitt aus Die Cronica van der hilliger stat van Coellen, 1499
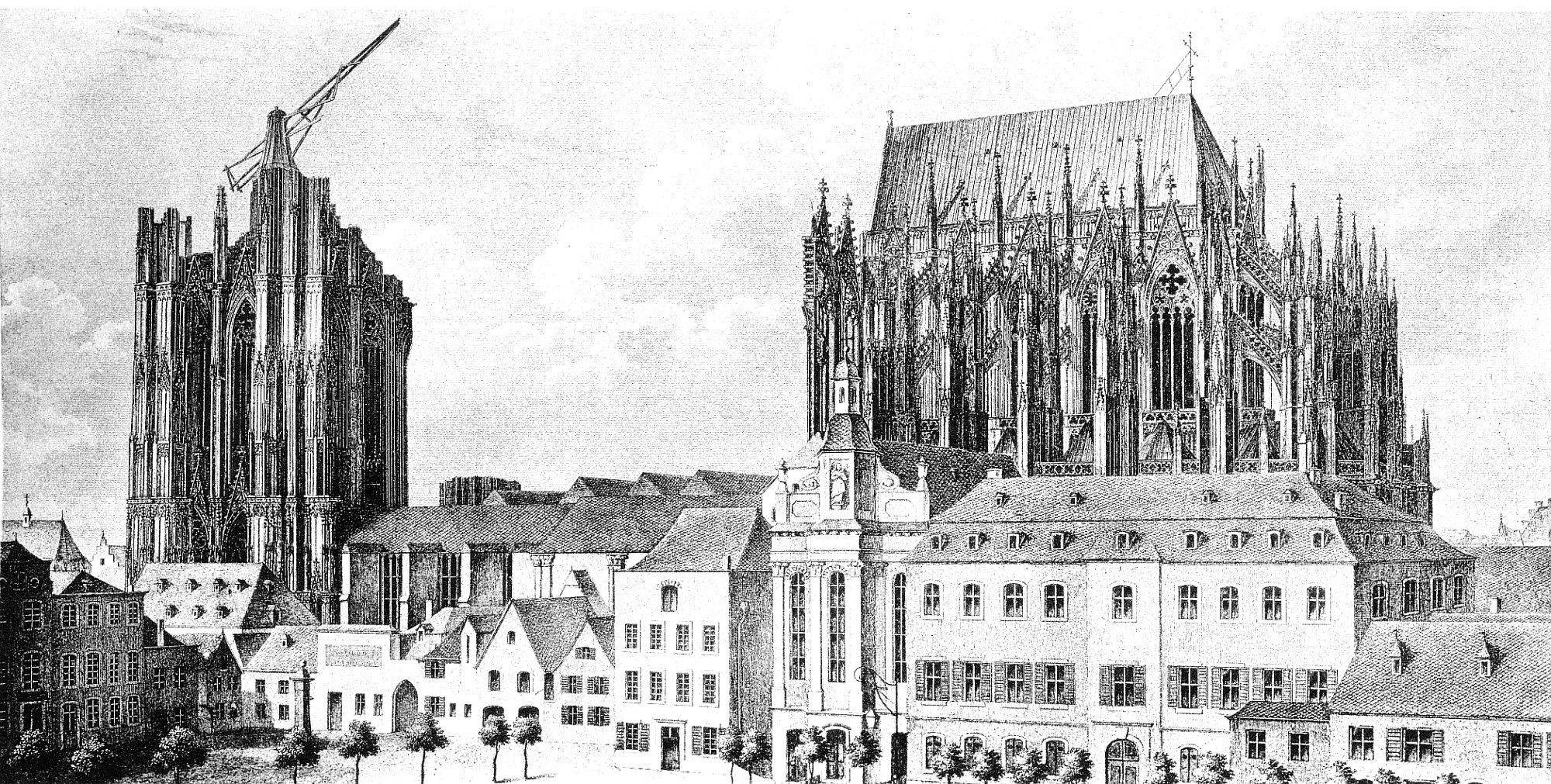
Der unfertige Dom um 1824

### 20. und 21. Jahrhundert

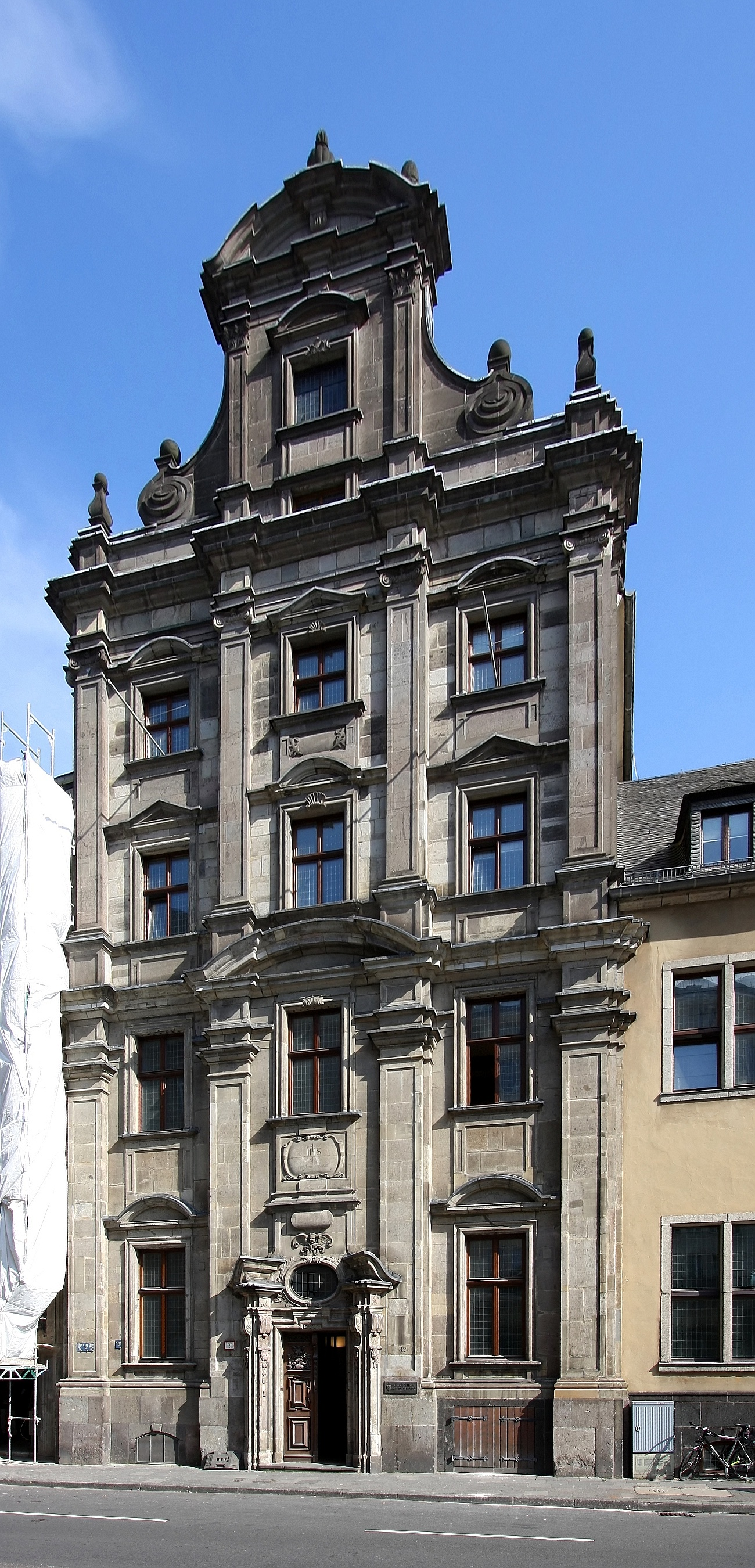
Erzbischöfliches Generalvikariat (2008)

Im 20. Jahrhundert wurde das Erzbistum Köln dreimal verkleinert: nach dem Ersten Weltkrieg fielen Eupen-Malmedy an Belgien und wurden auch kirchlich von Köln abgetrennt (zuerst als eigenes Bistum, dann als Teil des Bistums Lüttich). 1930 wurde das Bistum Aachen wieder gegründet und 1957/58 wurde das Bistum Essen geschaffen.

#### Entwicklungen
Das Erzbistum verzeichnet einen signifikanten Mitgliederschwund. Zu den Gründen zählen der demografischer Wandel und Kirchenaustritte. Austritte in 2009: 10.727, 2010: 15.163, 2021: 40.772.
Das Erzbistum Köln hatte neben dem Erzbischof vier Weihbischöfe, seit 2004 noch drei, denn auch durch den Bevölkerungsrückgang und das Ansteigen des Durchschnittsalters der Bevölkerung ging die Zahl der bischöflichen Amtshandlungen zurück. Die Anzahl der Firmungen ist von 1980 mit 21.401 über 2010 mit 10.500 auf 2021 mit 6.455 gefallen.

#### Weltjugendtag
Kardinal Meisner war 2005 Gastgeber des 20. Weltjugendtags und empfing Papst Benedikt XVI.

#### Sexueller Missbrauch
Im Zusammenhang mit der schleppenden Aufarbeitung von Fällen des sexuellen Missbrauchs geriet das Erzbistum ab Oktober 2020 in eine anhaltende Krise (siehe Sexueller Missbrauch im Erzbistum Köln). Papst Franziskus ordnete im Mai 2021 eine Apostolische Visitation der Erzdiözese an. In der Folge nahm Erzbischof Woelki vom 12. Oktober 2021 bis zum 1. März 2022, dem Tag vor Aschermittwoch, eine „geistliche Auszeit“. In dieser Zeit leitete Weihbischof Rolf Steinhäuser als Apostolischer Administrator sede plena das Erzbistum. Das Amt des Generalvikars ruhte. Steinhäuser ernannte Generalvikar Markus Hofmann zum „Delegaten des Apostolischen Administrators“.
Erzbischof Rainer Maria Woelki trat am Aschermittwoch, dem 2. März 2022 nach einer Zeit mit Exerzitien und sozialem Einsatz seinen Dienst als Erzbischof wieder an und teilte in einem Hirtenbrief mit, dass er inzwischen Papst Franziskus sein Amt zur Verfügung gestellt habe. Im Erzbistum wurde von verschiedener Seite auf eine verbreitet festzustellende Zerrüttung des Verhältnisses zwischen dem Erzbischof und Gläubigen wie Seelsorgern hingewiesen; der Vorsitzende des Diözesanrates bemerkte, Woelkis Hirtenbrief benenne keinen einzigen konkreten eigenen Fehler.
Einige finanzielle Unklarheiten (siehe: Geschichte des Erzbistums Köln#Finanzielle Unklarheiten um einen „Sonderfonds“ im Erzbistum) führten dazu, dass Generalvikar Markus Hofmann mit Wirkung zum 30. Juni 2022 von seinem Amt zurücktrat. Prüfer im Erzbistum waren auf einen ungewöhnlichen Vertrag im Stiftungsbereich gestoßen. Das Erzbistum teilte mit, dieser Vertrag sei von erheblicher wirtschaftlicher Bedeutung, aber weder bei der Stiftung noch im Erzbistum bilanziert worden. Wie die Katholische Nachrichten-Agentur in Erfahrung brachte, ist damit die „Stiftung zur Förderung von Bildung, Wissenschaft und Forschung im Erzbistum Köln“ gemeint, auf die sich der Vertrag beziehe; die Stiftung solle unter Umgehung kirchenrechtlicher Kontrollmechanismen die Trägerschaft der Kölner Hochschule für Katholische Theologie (KHKT) übernehmen, die am 1. Februar 2020 aus der Trägerschaft der Steyler Missionare in die Trägerschaft des Erzbistums übergegangen war, und die langfristige Finanzierung sichern. Die Trägerstiftung benötigt eine Anschubfinanzierung in Höhe von über 17 Millionen Euro und längerfristig jährlich acht bis zehn Millionen Euro. Finanziert werden sollen diese Kosten aus einem Sondervermögen, dem „Fonds für Bedürfnisse des Bistums (BB-Fonds)“, das über Jahrzehnte durch Abgaben von Klerikern gebildet worden ist. Ob eine Finanzierung durch Großspender und Fundraising möglich sein wird, betrachtet der Kirchensteuer- und Wirtschaftsrat des Erzbistums mit Skepsis.
Ebenfalls aus dem Sondervermögen werden auch die Leistungen zur Anerkennung des Leids für die Betroffenen sexualisierter Gewalt bestritten, jedoch auch der Aufwand für die Untersuchungen zu den Fällen von sexuellem Missbrauch, für äußerungsrechtliche Überprüfungen, Kosten für Krisenberatung und Pressearbeit in Höhe von insgesamt rund 2,8 Mio. Euro 2022 wurde bekannt, dass das Erzbistum die Schulden eines Priesters in Höhe von ca. 500.000 Euro beglichen hatte und die Gelder dafür ebenfalls teilweise aus dem Sondervermögen entnommen hatte. Das Erzbistum bezeichnete das Sondervermögen, angespart vor allem aus Solidarabgaben von Priestern des Erzbistums, als „frei verfügbar“. Für die Zahlung von Leistungen an Betroffene von sexualisierter Gewalt seien Rückstellungen unabhängig von dem Sondervermögen gebildet worden, die weiterhin in voller Höhe existierten. Gremien hätten in die Entscheidung zur Übernahme der Priester-Schulden nicht eingebunden werden müssen, wie auch eine externe Expertise bestätigt habe; über die Verwendung des Vermögens entscheide der Erzbischof.
Eine Überprüfung durch die römische Kongregation für die Bischöfe ergab, dass bei der Finanzierung der beiden Gutachten zum Umgang mit Fällen sexuellen Missbrauchs und der Beratung durch die vom Erzbistum beauftragte Kommunikationsagentur kirchliches Recht nicht verletzt worden sei; über den 1952 von Kardinal Josef Frings errichteten Fonds könne der jeweilige Erzbischof von Köln frei verfügen. Da das diözesane Vermögen nicht berührt worden sei, bestehe auch keine rechtliche Verpflichtung, die diözesanen Beispruchsgremien einzubeziehen.
Im August 2022 wurden interne Unterlagen der PR-Berater von Erzbischof Woelki bekannt, denen zufolge diese ihm und dem damaligen Generalvikar Markus Hofmann in einem Konzeptpapier mit der Überschrift „Wie ‚überlebt‘ der Kardinal?“ die Strategie empfohlen, den Betroffenenbeirat des Erzbistums in Bezug auf den geplanten Wechsel der Gutachter zu Fällen des sexuellen Missbrauchs auf ihre Linie zu bringen, und dazu praktische Verhaltensvorschläge gemacht. Mehrere Stadtdechanten reagierten mit Protest gegen diesen „Kommunikationsfehler“; Betroffenenverteter und der Vorsitzende des Diözesanrats, Tim Kurzbach, zeigten sich empört, die Missbrauchsbeauftragte der Bundesregierung, Kerstin Claus, kritisierte die PR-Strategie und forderte „Betroffenenbeteiligung auf Augenhöhe und in voller Transparenz“. Guido Assmann, erst seit dem 1. Juli 2022 Kölner Generalvikar, erklärte gegenüber den Mitarbeitenden des Erzbistums, es habe nie das Ziel gegeben, den Betroffenenbeirat „zu einem bestimmten Stimmverhalten zu animieren“, sondern handlungsleitend sei immer und ausschließlich die Betroffenenperspektive gewesen. Daraufhin forderten zahlreiche Mitarbeitende des Erzbistums, Priester und Laien, sowie die Leitung der Katholischen Frauengemeinschaft im Erzbistum einen Neuanfang mit „personellen und systemischen Veränderungen“. Am 19. August 2022 wandte sich der amtierende Betroffenenbeirat des Erzbistums an die Öffentlichkeit und wies die Behauptung zurück, im Zusammenhang mit der Nichtveröffentlichung des ersten Kölner Missbrauchsgutachtens instrumentalisiert worden zu sein; es verletze die Mitglieder des Beirats „zunehmend, dass Missbrauch fast ausschließlich nur als ‚Aufhänger‘ für kirchenpolitische Kritik genutzt wird“.
Die Vorsitzende des Zentralkomitees der deutschen Katholiken, Irme Stetter-Karp, stellte in einem Interview fest, die „konfliktive Stimmung“ zwischen Erzbischof Woelki und seiner Diözese sei durch die Auszeit Woelkis nicht befriedet worden. Sie warnte, dass es bedenklich sei, dass die Kirchenleitung in Rom auf die Lage in Köln weiterhin abwartend reagiere.

## Bistumsgeographie

### Bistumsumfang
Das Erzbistum umfasst in Nordrhein-Westfalen die kreisfreien Städte Köln, Bonn, Düsseldorf, Leverkusen, Remscheid, Solingen und Wuppertal, den östlichen Teil des Kreises Euskirchen (Städte Bad Münstereifel [einschließlich der Ortschaften Embken, Muldenau und Wollersheim der Stadt Nideggen], Euskirchen, Zülpich, die Gemeinde Weilerswist und die östlichen Ortschaften der Stadt Mechernich), den Kreis Mettmann einschließlich der ehemaligen Stadt Kettwig (Essen) sowie den Stadtteil Mülheim-Mintard, den Oberbergischen Kreis, den größten Teil des Rhein-Kreises Neuss (Städte Dormagen, Grevenbroich, Kaarst, Neuss, die Gemeinde Rommerskirchen sowie den Ortsteil Büderich der Stadt Meerbusch und die Ortsteile Glehn und Steinforth-Rubbelrath der Stadt Korschenbroich), den Rhein-Erft-Kreis, den Rhein-Sieg-Kreis und den Rheinisch-Bergischen Kreis.
Zudem gehören ihm in Rheinland-Pfalz Teile des Landkreises Ahrweiler (Stadt Remagen nur der Stadtteil Rolandswerth [jedoch ohne die Insel Nonnenwerth] sowie die Ortsgemeinde Kalenborn (bei Altenahr) der Verbandsgemeinde Altenahr), Landkreises Altenkirchen (Westerwald) (Verbandsgemeinden Altenkirchen [ohne die Ortsgemeinde Berod bei Hachenburg], Hamm (Sieg), Wissen und Flammersfeld [nördlich der Wied] und die Ortsgemeinde Friesenhagen) sowie der Norden des Landkreises Neuwied (Verbandsgemeinde Unkel, die Ortsgemeinden Asbach, Buchholz (Westerwald) und Windhagen sowie Teile der Ortsgemeinde Kasbach-Ohlenberg) an.

### Bistumsgliederung
Das Erzbistum Köln gliedert sich in acht Kreis- und sieben Stadtdekanate. Im Zuge der Neuordnung der Dekanate zum 1. Januar 2017 wurden die bis dato den Kreis- und Stadtdekanaten zugeordneten Dekanate aufgelöst. Die Aufgaben der Dekanate gingen auf die Kreis- und Stadtdekanate über.
Die Grenzen der Gliederungen weichen in einigen Fällen von denen der entsprechenden Gebietskörperschaften ab.
Neben den Stadt- und Kreisdekanaten ist das Erzbistum in drei Pastoralbezirke gegliedert. Dies sind keine Verwaltungsbezirke, sondern jeder Pastoralbezirk ist einem der drei Weihbischöfe schwerpunktmäßig zugeordnet, der im Auftrag des Erzbischofs dort regelmäßig visitiert, firmt und auch außerhalb der Visitationsreisen mit den Priestern und Gemeinden Kontakt pflegt.
| Stadtdekanate | ehemalige Dekanate                                                                            | Pastoralbezirk | Weihbischof            |
| Bonn          | Bonn-Mitte/Süd, Bonn-Nord, Bonn-Bad Godesberg, Bonn-Beuel                                     | Süd            | Ansgar Puff            |
| Düsseldorf    | D-Mitte/Heerdt, D-Nord, D-Süd, D-Ost, D-Benrath                                               | Nord           | Dominikus Schwaderlapp |
| Köln          | Deutz, Dünnwald, Ehrenfeld, Lindenthal, Mitte, Mülheim, Nippes, Porz, Rodenkirchen, Worringen | Mitte          | Rolf Steinhäuser       |
| Leverkusen    | –                                                                                             | Mitte          | Rolf Steinhäuser       |
| Remscheid     | –                                                                                             | Nord           | Dominikus Schwaderlapp |
| Solingen      | –                                                                                             | Nord           | Dominikus Schwaderlapp |
| Wuppertal     |                                                                                               | Nord           | Dominikus Schwaderlapp |

| Kreisdekanate              | ehemalige Dekanate                                                                                                   | Pastoralbezirk | Weihbischof            |
| Altenkirchen               | Altenkirchen | Süd            | Ansgar Puff            |
| Euskirchen                 | Euskirchen | Süd            | Ansgar Puff            |
| Mettmann                   | Hilden, Langenfeld/Monheim, Mettmann, Ratingen                                                                       | Nord           | Dominikus Schwaderlapp |
| Oberbergischer Kreis       | Gummersbach/Waldbröl, Wipperfürth                                                                                    | Süd            | Ansgar Puff            |
| Rhein-Erft-Kreis           | Bedburg, Bergheim, Brühl, Erftstadt, Frechen, Hürth, Kerpen, Pulheim, Wesseling                                      | Mitte          | Rolf Steinhäuser       |
| Rhein-Kreis Neuss          | Grevenbroich/Dormagen, Neuss/Kaarst                                                                                  | Nord           | Dominikus Schwaderlapp |
| Rheinisch-Bergischer Kreis | Altenberg, Bergisch Gladbach, Overath                                                                                | Süd            | Ansgar Puff            |
| Rhein-Sieg-Kreis           | Bornheim, Eitorf/Hennef, Königswinter, Lohmar, Neunkirchen, Meckenheim/Rheinbach, Siegburg/Sankt Augustin, Troisdorf | Süd            | Ansgar Puff            |

Mehrere Pfarrgemeinden sind jeweils zu einem Seelsorgebereich mit gemeinsamem Pfarrer und gemeinsamem Seelsorgeteam zusammengeschlossen.
Der Anteil der Katholiken an der Gesamtbevölkerung beläuft sich auf ca. 38,7 %; er schwankt jedoch zwischen 22,7 % in Remscheid und Wuppertal, 26 % in Solingen, 30,6 % im Oberbergischen Kreis mit jeweils traditionell höherem Anteil von Protestanten und 64 % im Kreis Euskirchen und 50,9 % im Rhein-Erft-Kreis mit traditionell hohem Anteil von Katholiken.
Im August 2020 kündigte die Bistumsleitung an, dass die Anzahl der eigenständigen Kirchengemeinden bis 2030 von 500 auf 50 bis 60 Großpfarreien reduziert wird. Im März 2023 fiel die Entscheidung, dass aus den 177 bestehenden Seelsorgebereichen künftig 67 „Pastorale Einheiten“ entstehen sollen. Dies wurde mit Wirkung zum 1. September 2023 umgesetzt. Die Pastoralen Einheiten sollen bis 2032 zu jeweils einer Pfarrei fusioniert werden, und zwar in einem individuell gestalteten, schrittweisen Prozess.

## Erzbischöfe

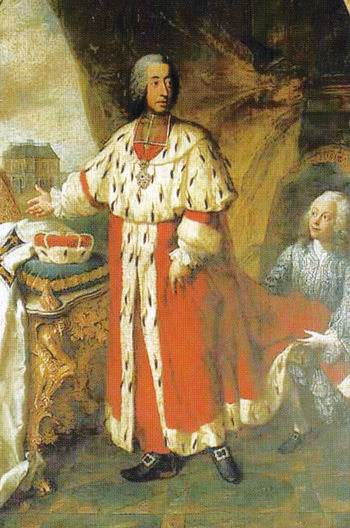
Clemens August I. mit allen Zeichen seiner geistlichen und weltlichen Herrschaft. Kurmantel und Kurhut stehen für das Kurfürstentum Köln, das auf der Brust hängende Pektorale, der Kragen des Priesterornats und die auf dem Tisch hinter dem Kurhut liegende Mitra versinnbildlichen sein Amt als Erzbischof von Köln.

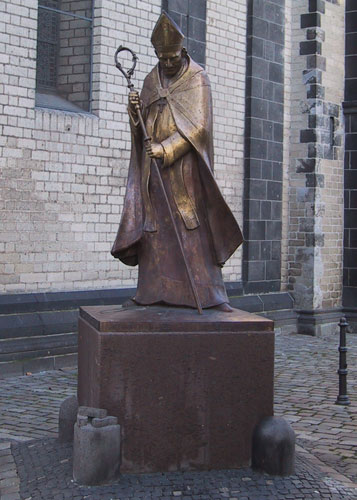
Kardinal-Frings-Denkmal in Neuss

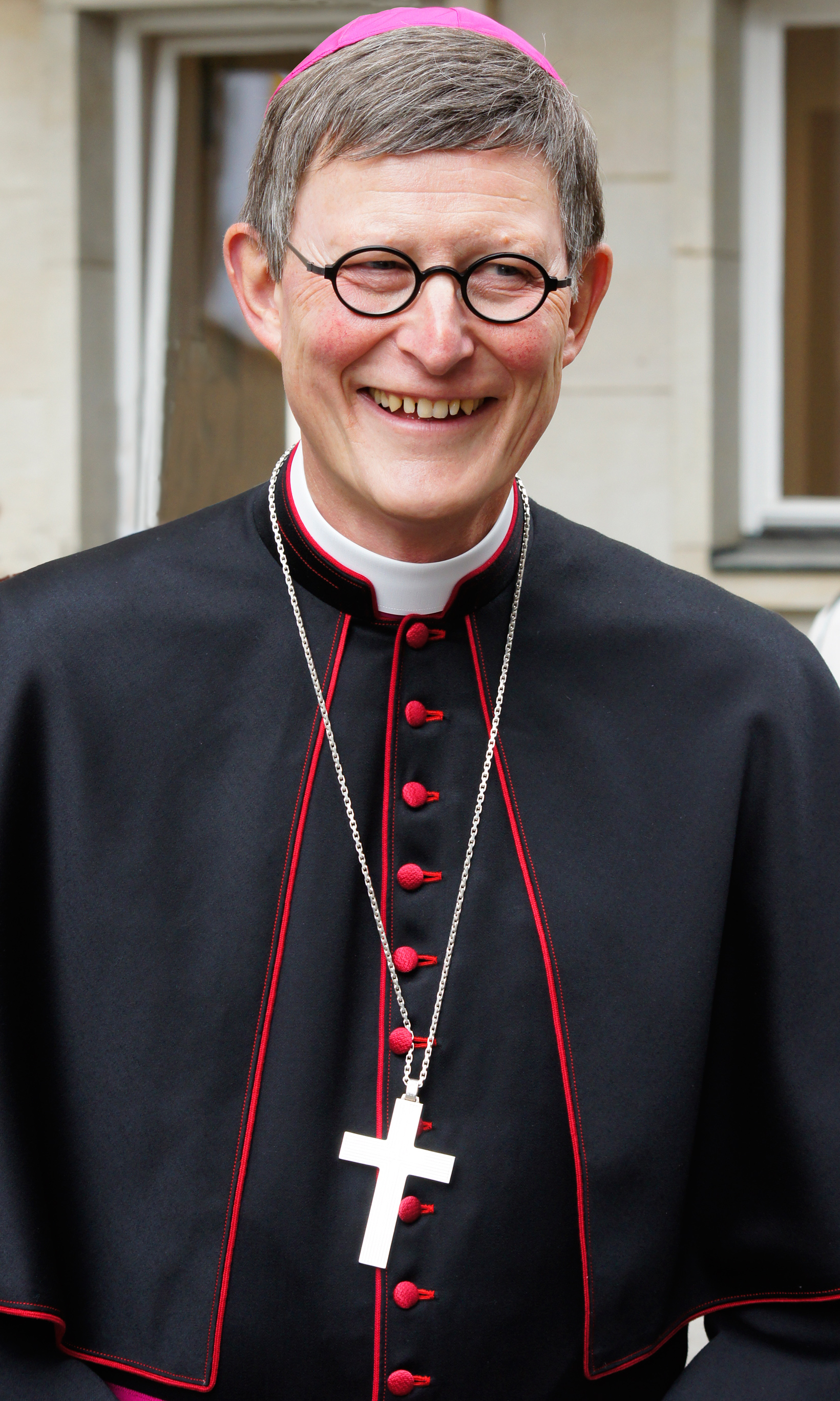
Rainer Maria Kardinal Woelki (2011)

Seit 1031 waren die Erzbischöfe von Köln mit einer Unterbrechung unter Heinrich V. immer Erzkanzler per Italiam des Reiches. Unter den staufischen Königen kamen die Herzogwürden von Lothringen (1151) und Westfalen (1180) hinzu. 1239 wurden die Erzbischöfe von Köln dann erstmals im Kurfürstenspruch Reinmars von Zweter als Kurfürsten genannt. Während des Interregnums gelang es diesen theoretischen Anspruch bei der Doppelwahl von 1255/56 auch erstmals politisch durchzusetzen. Mit der Goldenen Bulle 1356 wurde dieser Anspruch zementiert und blieb in der Frühen Neuzeit erhalten. Die weltlichen Herrschaftsgebiete des Kurerzbischofs waren als Kurköln bis zur Säkularisation im Reichsdeputationshauptschluss 1803 Bestandteil des Heiligen Römischen Reiches Deutscher Nation.
In seiner kirchlichen Funktion ist der Erzbischof von Köln noch heute Metropolit der Rheinischen Kirchenprovinz und wird üblicherweise zum Kardinal erhoben. Seit dem 13. Jahrhundert trägt er den Titel eines geborenen apostolischen Legaten (lateinisch legatus natus). Als äußeres Zeichen dieser Stellung dürfen die Kölner Erzbischöfe in ihrer Erzdiözese den Legatenpurpur tragen.
Zu den Erzbischöfen von Köln zählte eine Reihe intellektuell wie kirchenpolitisch herausragender Gestalten. So war z. B. Erzbischof Pilgrim seit 1024 päpstlicher Bibliothekar, der Kardinal Johannes von Geissel war der Initiator des Vorläufers der Deutschen Bischofskonferenz 1848 und Kardinal Joseph Höffner der „Begründer“ der modernen Finanzverwaltung des Apostolischen Stuhles und des Vatikanstaates.
Im 16. Jahrhundert war die konfessionelle Haltung der Kölner Erzbischöfe teils zwiespältig. Vom 17. bis zum Ende des 18. Jahrhunderts dominierte auf der Kölner Kathedra der Typus des Simonisten, d. h. des auf die Sammlung möglichst zahlreicher lukrativer und standesadäquater kirchlicher Pfründen erpichten Hochadeligen. Der pastorale Aspekt trat deutlich zurück, was schon daran erkennbar ist, dass mancher Bischof nicht sämtliche oder auch nur die niedrigsten Weihen einholte, um sich den Rückzug in den weltlichen Stand offen zu halten.
Erst gegen Ende des 18. Jahrhunderts tat sich mit Maximilian Franz von Österreich eine im Reformdiskurs des aufgeklärten Absolutismus herausragende Persönlichkeit hervor, deren Wirken aber durch innere Hemmnisse im Kurstaat und natürlich durch die Rheinlandbesatzung der französischen Revolutionstruppen blockiert wurde. Im 19. Jahrhundert exponierten sich die Kölner Erzbischöfe in den Auseinandersetzungen mit dem preußischen Staat (s. o.). Seit dem frühen 20. Jahrhundert taten sie sich vor allem auf dem Gebiet der Weltkirche hervor. Joseph Kardinal Frings durchbrach die kuriale Vormundschaft und verschaffte damit dem Zweiten Vatikanischen Konzil eine starke Wirkmöglichkeit. Joseph Höffner war ein enger Berater Papst Pauls VI. und Papst Johannes Pauls II. Auch Kardinal Joachim Meisner war ein enger Freund von Papst Johannes Paul II. und fungierte als sein persönlicher Ratgeber. Doch erkennt man die weltkirchliche Bedeutung der Kölner Erzbischöfe an ihrer Haltung zu sozialen Fragen. So vermochten sie eine konfessionsübergreifende Haltung in Gewerkschaftsfragen durchzusetzen, wie auch nationale und internationale Hilfswerke zu begründen, welche die Grundlage heutiger päpstlicher Hilfswerke bilden.
Die Bedeutung des Erzbischofs von Köln spiegelt sich in der Mühsamkeit bei der Besetzung des Kölner Erzstuhles wider. Im 19. Jahrhundert hatten (preußischer) Staat und Kirche ein meist konkurrierendes Interesse daran, ihren Kandidaten durchzusetzen, da diesem in nationalen Kirchenfragen eine herausragende Stellung zukam. Dies war in der Geschichte oftmals ein Tauziehen, bei dem die Belange der Erzdiözese selbst in den Hintergrund gerückt wurden.
Der Erzbischof von Köln ist auch Präsident des Deutschen Vereins vom Heiligen Lande.

## Kirchliches Leben

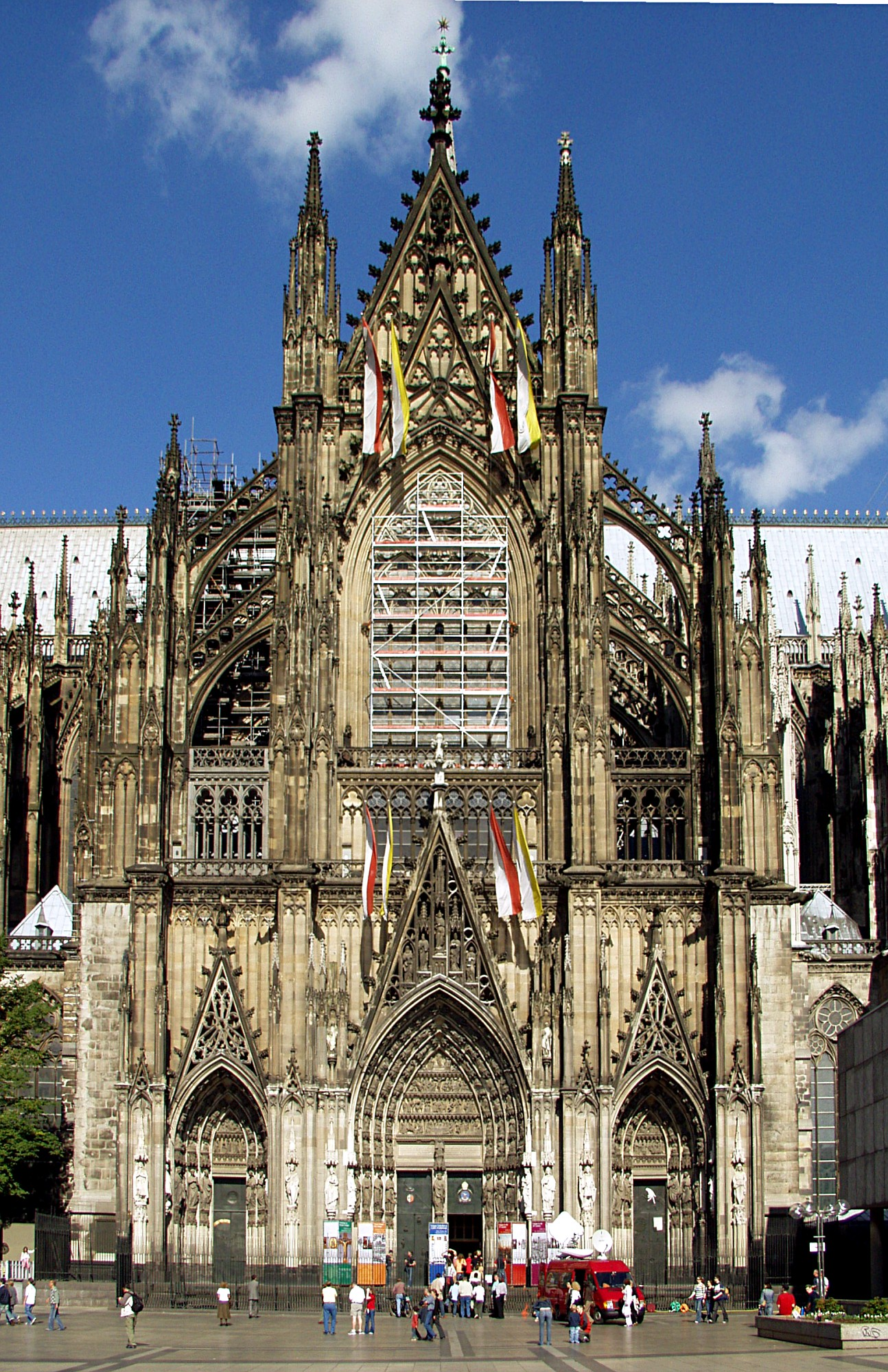
Südportal des Domes während der Domwallfahrt 2006

Das kirchliche Leben des Erzbistums Köln ist städtisch geprägt, da auch die ländlichen Gebiete auf die Großstädte der Rheinschiene und des Wuppertales hin ausgerichtet sind. Es gibt im Erzbistum ein lebendiges Wallfahrtswesen und ein reges Vereinsleben. Fast in jeder Pfarrgemeinde existieren Jugendgruppen, die Katholische Frauengemeinschaft (kfd), eine Schützenbruderschaft oder eine Kolpingsfamilie. Die Zahl der Mitglieder von Kirchenchören und Messdienern wird für 2004 mit jeweils über 30.000 angegeben. Der sonntägliche Messbesuch lag im Jahr 2019 bei 7,9 % der Kirchenmitglieder, 2024 waren es rund 5,6 Prozent.
Die Mitverantwortung der Christen erfolgt durchgängig durch flächendeckend gewählte Pfarrgemeinderäte auf der Ebene der einzelnen Seelsorgebereiche und der im Mittelalter entstandenen Dekanate bis zum Diözesanrat der Katholiken im Erzbistum Kön.
Seit 1954 unterhält das Erzbistum Köln auf Initiative des damaligen Erzbischofs Joseph Kardinal Frings eine Bistumspatenschaft mit dem Erzbistum Tokio. Eine zweite Bistumspartnerschaft wurde unter Erzbischof Joachim Kardinal Meisner mit dem Bistum Dresden-Meißen begründet.
Das Bistum gilt auch als „deutsche Hochburg“ von Opus Dei. Unter anderem sind mehrere der ranghöchsten Kleriker im Erzbistum Mitglieder der Organisation oder stehen ihr nahe, u. a. der frühere Generalvikar Markus Hofmann und Weihbischof Dominikus Schwaderlapp.

### Selbstverständnis
Zentrales Identifikationsmerkmal der Katholiken im Erzbistum Köln ist der 1880 vollendete Kölner Dom. Der Kölner Dompropst Norbert Feldhoff sagte beim Besuch von Papst Benedikt XVI. im Kölner Dom am 18. August 2005: „Wir danken Ihnen für diesen Besuch und es erfüllt uns mit Stolz, dass der Kölner Dom die erste Kathedrale außerhalb des Bistums Rom ist, die Sie als Papst besuchen. In Kölner ‚Bescheidenheit‘ halten wir dies für ‚angemessen‘, weil der Dom des heiligen Petrus in Köln die Bischofskirche der ‚Ecclesia Coloniensis semper sedis Apostolicae fidelis filia‘ ist.“
Der Kreis kirchlich sozialisierter und in der katholischen Kirche beheimateter Christen, die sich bewusst der Kirche, dem Erzbistum und ihrer Gemeinde zugehörig fühlen und diese aktiv mittragen, umfasst im Erzbistum Köln je nach Region bis zu 20 Prozent der Katholiken. Daneben gibt es den Typus der rheinischen oder „kölschen Katholiken“, die sich dadurch auszeichnen, dass ihr rheinländisches und kölnisches Heimatgefühl immer auch eine gewisse Verbundenheit mit katholischer Kirche impliziert, ohne sich dabei als fromm oder streng katholisch zu definieren. Diese treuen Fernstehenden, die an Lebensübergängen die Begegnung mit der Kirche suchen, haben das Gefühl, dass von der Kirche durchaus noch etwas existentiell Bedeutendes geleistet wird, auch wenn sie mit dem Alltagsleben der Gemeinden nur wenig anfangen können. Der Kölner Musiker Wolfgang Niedecken, der in den 1960er Jahren selbst in einem katholischen Internat in Rheinbach missbraucht wurde und später aus der römisch-katholischen Amtskirche austrat, sagte, er sei ein „Agnostiker mit Gottvertrauen“. Solange die katholische Kirche ihr System nicht von Grund auf ändere, inklusive Zölibat, würden ihr „die Menschen in Scharen weglaufen“. Und der „Alt-Männer-Verein“ im Vatikan wähne sich immer noch in Zeiten des Absolutismus. Niedecken sehe sich „in der Tradition der meisten Kölner, die, wenn vom Herrgott die Rede ist, ein bisschen strammer stehen“. Der rheinische Katholizismus sei „bis heute mit großer kultureller Gestaltungskraft verbunden“, so die ehemalige deutsche Botschafterin beim Heiligen Stuhl, Annette Schavan, weil er „ein weites Herz mit Spiritualität, Intellektualität und Weltoffenheit“ verbinde.

### Schutzpatrone des Erzbistums

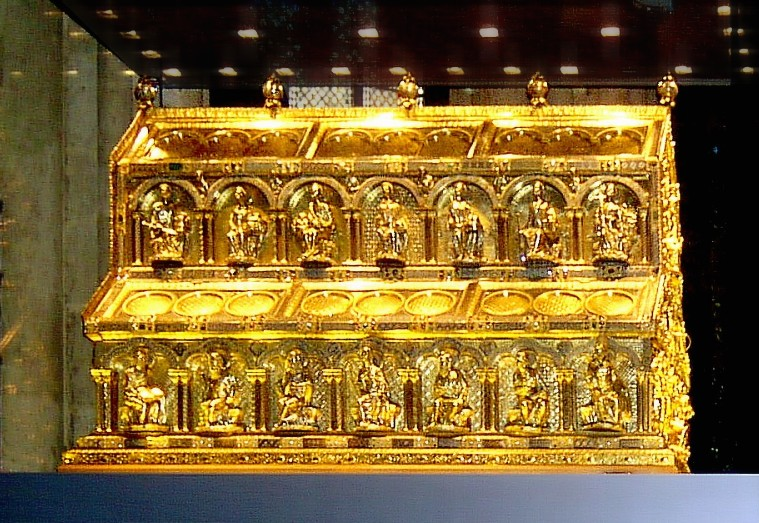
Der Dreikönigenschrein im Kölner Dom

- Maria, mit besonderem Gedenken am Hochfest der ohne Erbsünde empfangenen Gottesmutter und Jungfrau Maria (8. Dezember)
- Josef von Nazaret, Gedenktag am 19. März

Die Heiligen Drei Könige sind Schutzpatrone der Stadt Köln, nicht des Erzbistums. Das Gedächtnis der Übertragung ihrer Reliquien in den Kölner Dom kann jedoch im gesamten Erzbistum am 23. Juli gefeiert werden.

### Diözesankalender
Im Erzbistum Köln wird der Regionalkalender für das deutsche Sprachgebiet um die folgenden Eigenfeiern ergänzt (dahinter jeweils der Rang)
Abkürzungen:
H = Hochfest, F = Fest, G = gebotener Gedenktag, g = nicht gebotener Gedenktag, CRG = Calendarium Romanum Generale, RK = Regionalkalender für das deutsche Sprachgebiet,
- 23. Januar: Sel. Nikolaus Groß, Familienvater und Märtyrer
- 05. Februar: Hl. Adelheid von Vilich, Jungfrau und Äbtissin, Mitpatronin der Stadt Bonn – g, in Bonn G
- 23. April: Hl. Gerhard, Bischof – g
- 27. April: Hl. Petrus Kanisius, Ordenspriester und Kirchenlehrer – F (im CRG g)
- 30. April: Hl. Quirinus, Märtyrer in Rom, Patron der Stadt Neuss –g, in Neuss H
- 21 Mai: Hl. Hermann Josef, Ordenspriester – G (im RK g) Der g des hl. Christophorus Magallanes und seiner Gefährten (CRG) entfällt im Erzbistum Köln.
- 05. Juni: Hl. Bonifatius, Bischof, Glaubensbote in Deutschland, Märtyrer – F
- 26. Juni: Hl. Josefmaria Escriva de Balaguer, Priester – g
- 09. Juli: Hl. Agilolf, Bischof – g
- 23. Juli: Hl. Apollinaris, Bischof – g (im CRG am 20. Juli), in Düsseldorf H
- 23. Juli: Übertragung der Reliquien der Heiligen Drei Könige – g, in Köln G. Das F der hl. Birgitta von Schweden (CRG) wird im Erzbistum Köln am 27. Juli gefeiert.
- 30. August: Hl. Heribert, Bischof – G
- 04. September: Hl. Swidbert, Bischof – g
- 11. September: Hl. Maternus, Bischof – F
- 27. September: Weihe der Kölner Domkirche – F. Der G des hl. Vinzenz von Paul (CRG) entfällt im Erzbistum Köln.
- 03. Oktober: Die beiden hll. Brüder Ewald, Priester und Märtyrer – g
- 10. Oktober: Hl. Gereon und Gefährten, Märtyrer – G (außer in Bonn)
- 11. Oktober: Hl. Bruno, Bischof – G. Der g des hl. Johannes XXIII. (CRG) wird im Erzbistum Köln am 4. Juni gefeiert.
- 21. Oktober: Hl. Ursula und Gefährtinnen, Jungfrauen und Märtyrerinnen – G, in Köln H
- 23. Oktober: Hl. Severin, Bischof – G. Der g des hl. Johannes von Capestrano (CRG) entfällt im Erzbistum Köln.
- 24. Oktober: Hl. Evergislus (Eberigisil), Bischof – g
- 07. November: Hl. Engelbert, Bischof und Märtyrer – g
- 08. November: Sel. Johannes Duns Scotus, Ordenspriester – g
- 12. November: Hl. Kunibert, Bischof – G. Der G des hl. Josaphat wird im Erzbistum Köln am 14. November gefeiert.
- 15. November: Albert der Große, Ordensmann, Bischof und Kirchenlehrer – F. Der g des hl. Leopold entfällt im Erzbistum Köln.
- 16. November: Sel. Josef Marxen, Priester und Märtyrer – g
- 04. Dezember: Sel. Adolph Kolping, Priester – G, Der g der hl. Barbara und der g des hl. Johannes von Damaskus entfallen im Erzbistum Köln.
- 05. Dezember: Hl. Anno, Bischof – G (im RK g), in Siegburg H
- 14. Dezember: Sel. Franziska Schervier, Jungfrau – g. Der G des hl. Johannes vom Kreuz wird im Erzbistum Köln am 15. Dezember gefeiert.
- 15 Dezember: Hl. Johannes vom Kreuz, Ordenspriester, Kirchenlehrer – G (im CRG am 14. Dezember)

Darüber hinaus führt das Direktorium noch zwei Eigenfeste auf, deren Rang sich nur in jeweils einer Stadt vom Generalkalender unterscheidet bzw. dort nicht aufgeführt ist:
- 10. August Hl. Laurentius, Diakon, Märtyrer in Rom, Patron der Stadt Wuppertal – in Wuppertal H (im CRG und RK F)
- 10. Oktober Hll. Cassius und Florentius, Märtyrer, Patrone der Stadt Bonn – in Bonn H (nicht im CRG oder RK)

### Wallfahrtsstätten

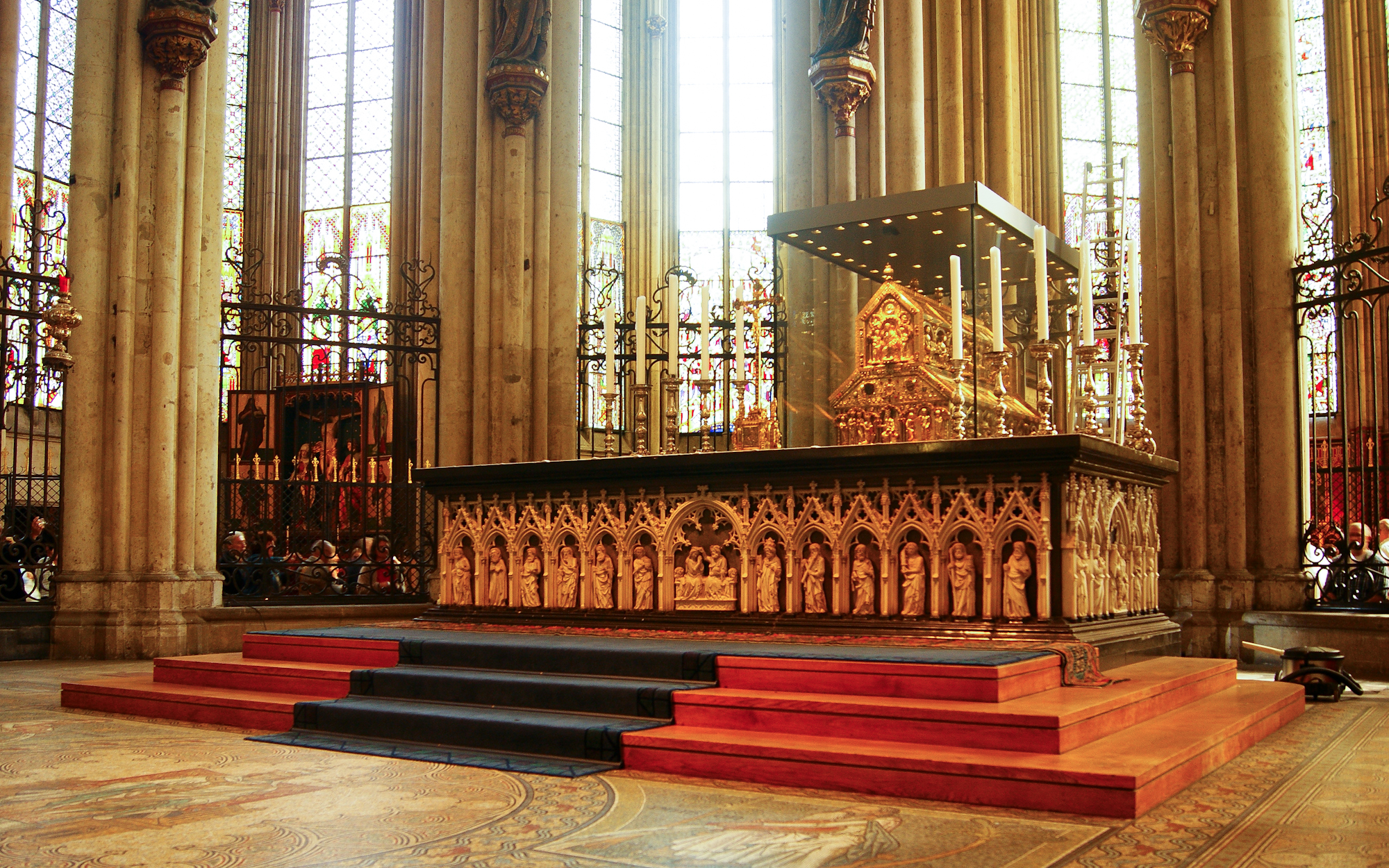
Der Dreikönigenschrein im Kölner Dom, ein wichtiges Wallfahrtsziel seit dem Mittelalter

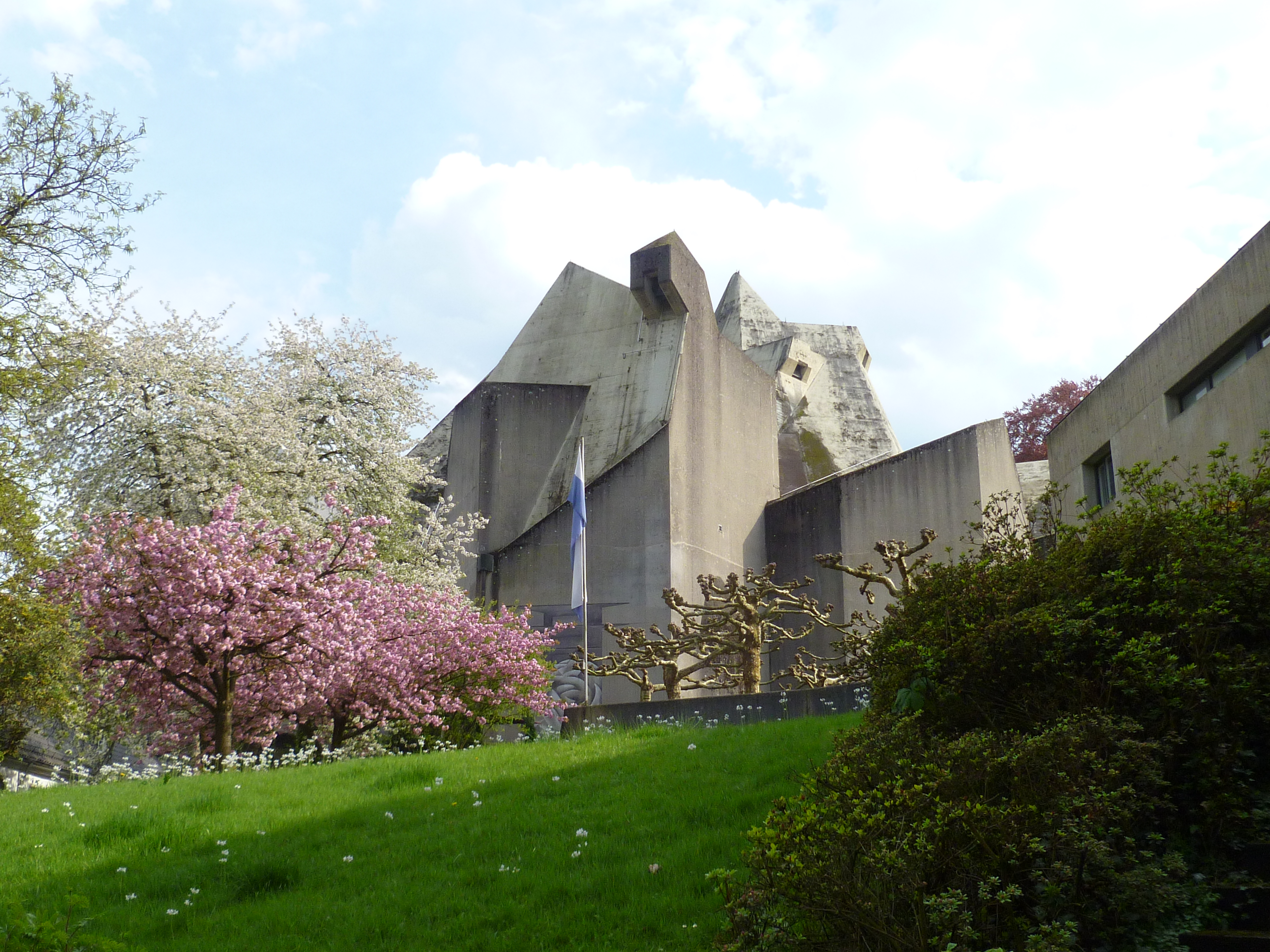
Wallfahrtskirche der Marienwallfahrt Neviges (Velbert)

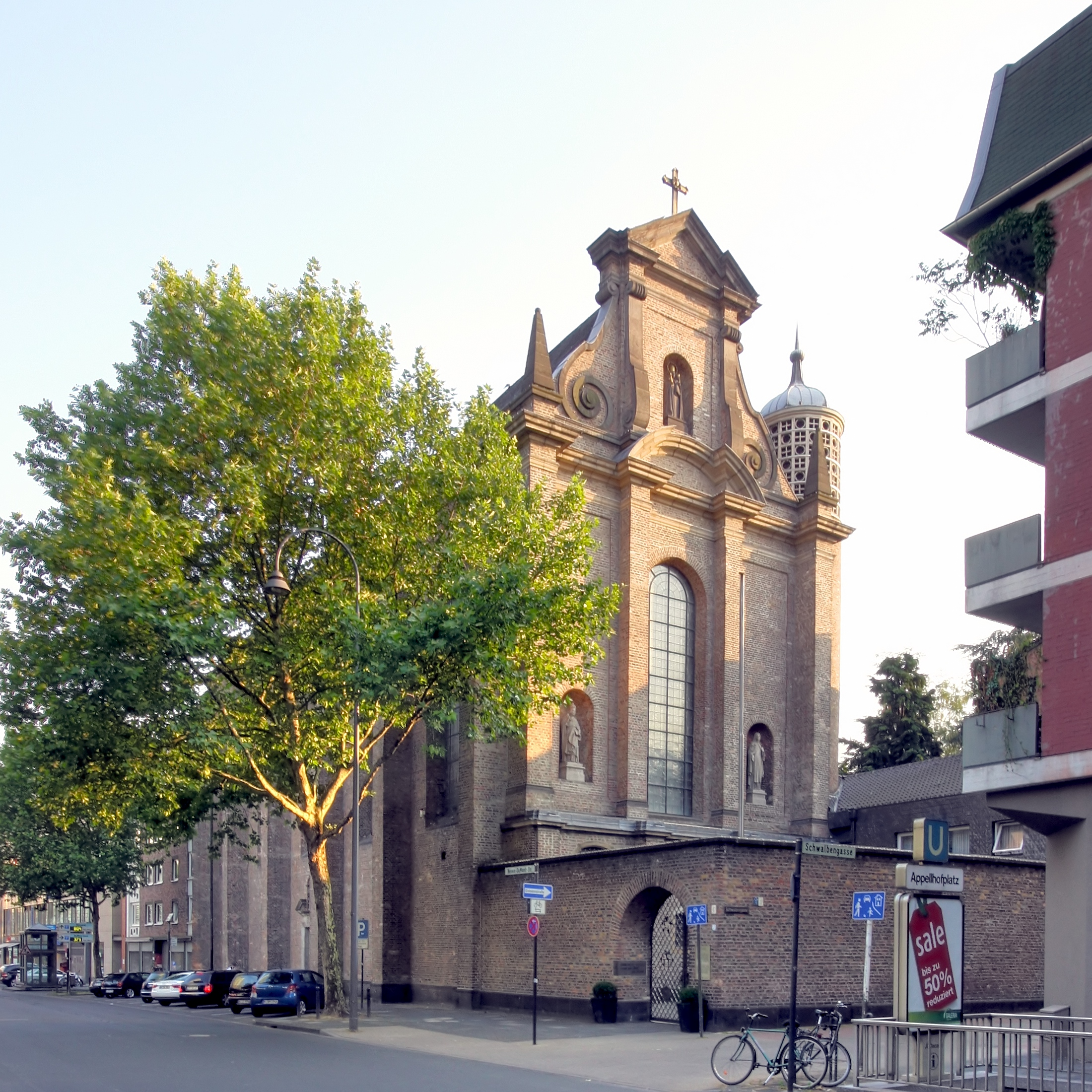
St. Maria in der Kupfergasse in Köln

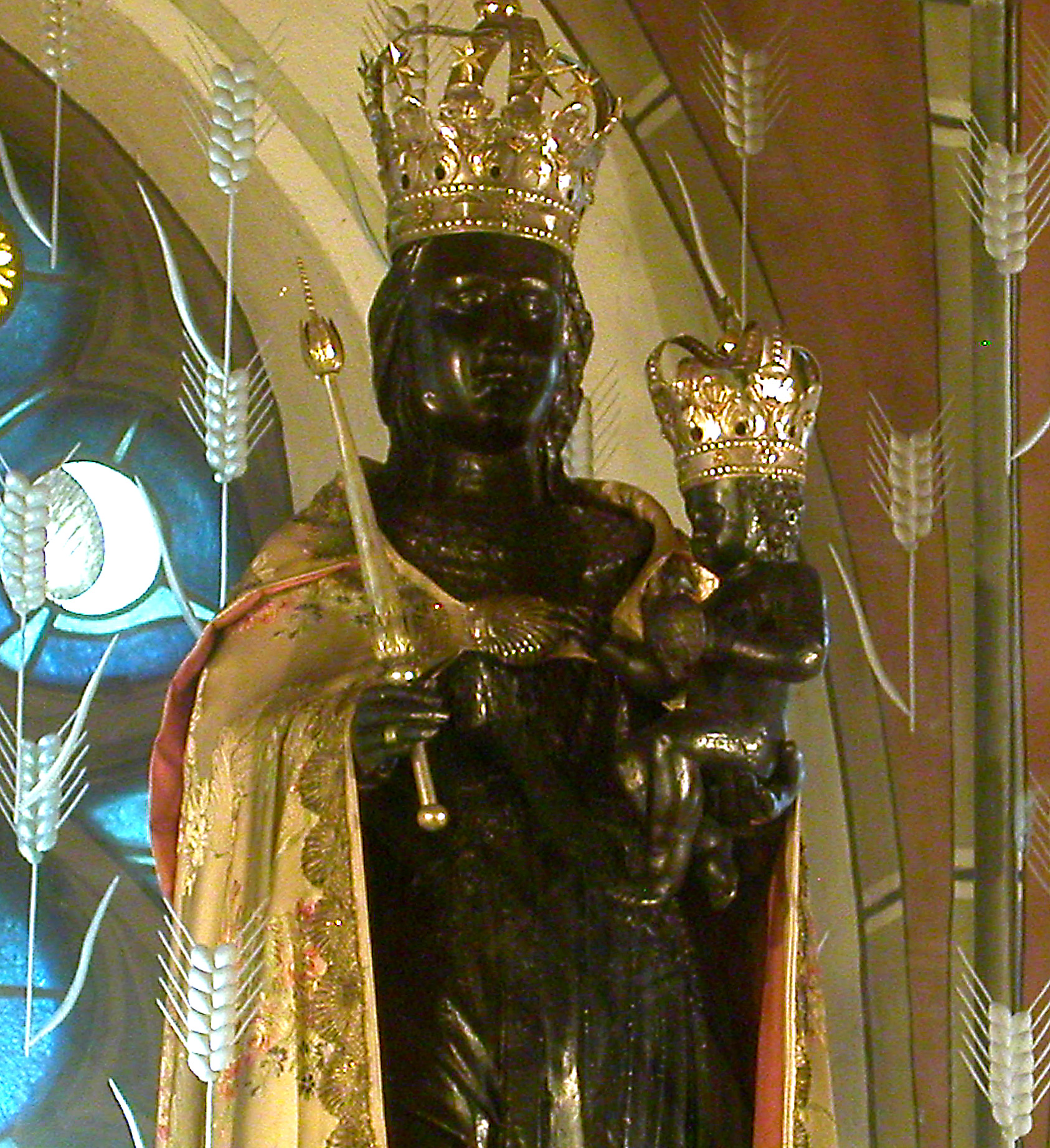
Schwarze Muttergottes von Benrath (Düsseldorf)

- Alkenrath (Leverkusen): Gezelinkapelle
- Altenberg (Odenthal): Unsere Liebe Frau zu Altenberg im Altenberger Dom
- Alzen (Morsbach): Fatima-Madonna in der Herz-Mariä-Kirche
- Benrath (Düsseldorf): Schwarze Muttergottes von Benrath in St. Cäcilia
- Bergheim: Schmerzhafte Mutter in St. Remigius
- Biesfeld (Kürten): Schmerzhafte Mutter Gottes
- Bilk (Düsseldorf): Vierzehn Nothelfer in der Stoffeler Kapelle
- Bödingen (Hennef): Wallfahrtskirche Zur Schmerzhaften Mutter Gottes
- Bonn: Bonner Münster mit den Gräbern der Bonner Stadtpatrone Cassius und Florentius
- Bonn: Heilige Stiege und Schmerzhafte Mutter in der Kreuzbergkirche
- Bruchhausen: St. Johann Baptist mit Wallfahrt zu Maria, Zuflucht der Sünder
- Büderich (Meerbusch): Wallfahrtskapelle „Maria in der Not“
- Buschhoven (Swisttal): Rosa Mystica in der St.-Katharina-Kirche
- Düsseldorf-Altstadt: Maria in der Not und heiliger Apollinaris in der Lambertus-Basilika
- Gerresheim (Düsseldorf): Heilig-Blut-Reliquie in der Basilika St. Margareta
- Grefrath (Frechen): Schmerzhafte Mutter in der Pfarrkirche St. Mariä Himmelfahrt (früherer Standort: Bottenbroich)
- Grevenbroich: Gnadenbild der Mutter Gottes in St. Mariä Geburt
- Heisterbacherrott (Königswinter): Judas-Thaddäus-Wallfahrt
- Ittenbach (Königswinter): Schmerzhafte Mutter Gottes
- Kalk (Köln): Schmerzhafte Mutter Gottes in der Kalker Kapelle
- Knechtsteden (Dormagen): Schmerzhafte Mutter in Kloster Knechtsteden
- Köln: Hl. Drei Könige in der Hohen Domkirche
- Köln: Schwarze Mutter Gottes in St. Maria in der Kupfergasse
- Köln: Minoritenkirche mit den Gräbern der Seligen Adolph Kolping und Johannes Duns Scotus
- Lüftelberg (Meckenheim): Lüfthildisgrab
- Marialinden (Overath): Schmerzhafte Mutter Gottes
- Marienheide: Wallfahrtskirche St. Mariä Heimsuchung
- Marienthal (Westerwald): Zur Schmerzhaften Mutter
- Bad Münstereifel: Michaelskapelle auf dem Michelsberg
- Neuss: Zum hl. Quirinus von Rom im Quirinus-Münster
- Neviges (Velbert): Marienwallfahrt zum Gnadenbild der Unbefleckten Empfängnis im Mariendom
- Nievenheim (Dormagen): Salvator-Gnadenbild in St. Pankratius
- Pützchen (Bonn): Adelheidisquelle und Wallfahrtskirche St. Adelheid
- Stammheim (Köln): Die freudenreiche Mutter Gottes

## Finanzen und Vermögen

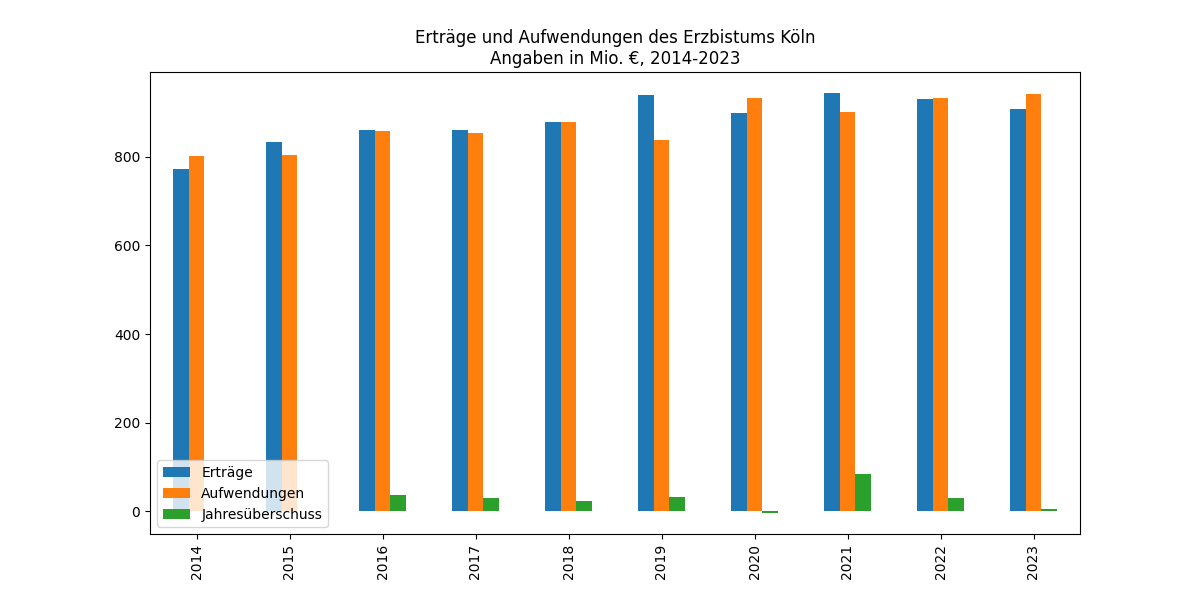
Erträge und Aufwendungen des Erzbistums Köln (2014–2023) in Mio. € gemäß der veröffentlichten Finanzberichte. Für die Jahre 2014 und 2015 sind im Finanzbericht für das Geschäftsjahr 2016 keine Jahresüberschüsse ausgewiesen.

Das Erzbistums bezeichnete sich 2013 in seiner Selbstdarstellung als „an der Spitze der Diözesen in Deutschland“ stehend und „weltweit zu den Bistümern mit dem größten Haushaltsvolumen“ (680 Millionen Euro 2004; 785,6 Millionen Euro 2013) gehörend.
Das Kirchensteueraufkommen betrug 2009 550,6 Mio. Euro; 2010 war es wegen der damaligen Wirtschaftskrise 9 Prozent geringer. Der Wirtschaftsplan des Erzbistums Köln ist auch für das Jahr 2023 öffentlich einsehbar. Die Planung geht von Erträgen in Höhe von 884,8 Mio. Euro sowie einem Finanzergebnis von 31,9 Millionen Euro aus. Dem stehen Aufwendungen in Höhe von 941,5 Millionen Euro gegenüber. Daher schließt der Wirtschaftsplan 2023 mit einem Fehlbetrag in Höhe von knapp 25 Millionen Euro ab, der aus Rücklagen ausgeglichen werden kann. Die veranschlagte Kirchensteuer beträgt 669 Mio. Euro (2015: 627,6 Mio. Euro). Da auch für die kommenden Jahre mit sinkenden Erträgen zu rechnen ist, sind Anpassungen der Aufwendungen erforderlich. Zu den Einnahmen gehören auch Erträge aus dem Besitz an der Aachener Siedlungs- und Wohnungsgesellschaft. Im Aachener Grund werden die Kölner Vermögensanteile in den fast 8 Mrd. Euro verwaltet.
2010 investierte das Erzbistum vor allem in Kindertagesstätten und in die Sanierung von Schulgebäuden.
Das Erzbistum Köln unterhält ein Stiftungszentrum. Dieses kümmert sich u. a. um Zuwendungen von Lebenden (Schenkungen) oder Verstorbenen (Nachlässe) an das Erzbistum oder an Institutionen, die zum Erzbistum gehören.
Neben dem regulären Etat, über den Rechenschaft abgelegt werden muss, braucht das Erzbistum Köln über den „Bischöflichen Stuhl“ keine Rechenschaft ablegen, solange keine „öffentlichen Gelder“ darin verwendet werden. Nach den Vorgängen um den Limburger Bischof Franz-Peter Tebartz-van Elst gab das Erzbistum Köln – wie mehrere andere Bistümer in Deutschland auch – Einblick in sein Vermögen und veröffentlichte im Oktober 2013 erstmals seine Vermögensverhältnisse. Das Vermögen des Bischöflichen Stuhls betrug rund 160 Millionen Euro. Das Immobilienvermögen des Erzbistums und des Bischöflichen Stuhls wurde mit 612 Millionen Euro bewertet.
Im Oktober 2016 legte das Erzbistum zum dritten Mal einen Finanzbericht nach Vorgaben des Handelsrechts vor: die Bilanzzahlen umfassen den Erzbischöflichen Stuhl, den Dom und das Metropolitankapitel, sowie vom Erzbistum verwaltete Stiftungen. Demzufolge sind in den Bilanzzahlen nicht die Vermögensverhältnisse der zum Erzbistum gehörenden Suffraganbistümer sowie der 527 Pfarreien und weiterer Rechtsträger enthalten.
So erwirtschaftete das Bistum 52 Millionen Euro Überschuss im Jahre 2015, demnach stieg das Vermögen der Diözese um drei Prozent auf 3,518 Milliarden Euro. Der größte Teil des ausgewiesenen Vermögens – gut 2,5 Milliarden Euro – war der Aufstellung zufolge in Finanzanlagen investiert. Sachanlagen wie Immobilien wurden mit knapp 671 Millionen Euro bewertet. Die wichtigste Ertragsquelle blieb weiterhin die Kirchensteuer, die um 38,7 Millionen Euro auf 627,6 Millionen Euro stieg – ein Plus von 6,6 Prozent. Generalvikar Dominik Meiering zeigte sich unzufrieden über die nach wie vor spärliche Zahl der Kirchengemeinden, die wie das Bistum eine Bilanz nach den Vorgaben des Handelsgesetzbuches (HGB) erstellten.
Nach den Erzbistümern München und Paderborn ist das Erzbistum Köln die drittvermögenste kirchliche Organisation in Deutschland. Es verfügte nach Angaben des Bayerischen Rundfunks in 2016 über 3,4 Milliarden Euro.

## Institutionen und Einrichtungen

### Bistumsgremien und Beratungsgremien des Erzbischofs
- Diözesanpastoralrat
- Kirchensteuer- und Wirtschaftsrat und Vermögensrat
- Diözesanrat
- Priesterrat
- Frauenkommission
- Kunstkommission
- Kommission für Liturgie und Kirchenmusik
- Ökumenische Bistumskommission
- Kommission für Weiterbildung
- Diakonenkonferenz der Ständigen Diakone
- Beraterstab des Erzbischofs zu Fragen im Bereich des sexuellen Missbrauchs

### Einrichtungen zur Glaubensverkündigung
- Berufungspastoral
- Erzbischöfliche Bibel- und Liturgieschule
- Katholische Glaubensinformation FIDES
- Referat Dialog und Verkündigung
- St. Ansgarius-Werk[71]

### Priester- und Diakonenausbildung
- Erzbischöfliches Priesterseminar
- Collegium Albertinum Bonn
- Priesterseminar Redemptoris Mater
- Diakoneninstitut

### Wissenschaftliche Einrichtungen
- Kölner Hochschule für Katholische Theologie in Köln-Lindenthal
- Katholische Hochschule Nordrhein-Westfalen
- Katholische Hochschule Mainz
- Kolumba Museum
- Historisches Archiv
- Diözesan- und Dombibliothek
- Albertus-Magnus-Institut

### Bildung und Medien
- Bildungswerk der Erzdiözese Köln mit neun Familienbildungsstätten und elf Katholischen Bildungswerken
- Domradio
- Domforum, Informations-, Begegnungs- und Veranstaltungszentrum im Erzbistum Köln
- Katholisch-Soziales Institut in Siegburg
- Thomas-Morus-Akademie in Bergisch Gladbach-Bensberg
- Karl-Rahner-Akademie in Köln
- ASG-Bildungsforum in Düsseldorf
- Haus Altenberg in Odenthal-Altenberg

### Schulen
Das Erzbistum Köln ist Schulträger für mehrere Ersatzschulen:
- Sankt-Adelheid-Gymnasium in Bonn
- St.-Angela-Gymnasium in Bad Münstereifel
- St.-Angela-Gymnasium Wipperfürth
- St.-Anna-Schule in Wuppertal
- Erzbischöfliches Berufskolleg Neuss
- Clara-Fey-Gymnasium in Bonn
- Kölner Domsingschule in Köln (Grundschule)
- Erzbischöfliches Irmgardis-Gymnasium Köln
- St.-Joseph-Gymnasium Rheinbach
- Kardinal-Frings-Gymnasium in Bonn
- Liebfrauenschule Bonn
- Liebfrauenschule Köln
- Liebfrauenschule Ratingen
- Gymnasium Marienberg in Neuss
- Marienschule Opladen in Leverkusen
- Musikschule der Kölner Dommusik in Köln
- Papst-Johannes XXIII.-Schule in Pulheim
- St.-Ursula-Berufskolleg in Düsseldorf
- Erzbischöfliches St.-Ursula-Gymnasium Brühl
- St.-Ursula-Gymnasium (Düsseldorf)
- Ursulinenschule Hersel in Bornheim
- Erzbischöfliches Suitbertus-Gymnasium Düsseldorf
- Erzbischöfliche Gesamtschule Sankt Josef, Bad Honnef

### Karitative Einrichtungen
- Diözesancaritasverband für das Erzbistum Köln e.V
- Caritasverbände in allen Landkreisen und kreisfreien Städten
- CBT – Caritas-Betriebsführungs- und Trägergesellschaft mbH

### Stiftungen
- Domradio- und Medienstiftung
- Edith Stein-Stiftung
- Edmund Heusgen-Stiftung
- Erwin Pougin Stiftung
- Erzbischöfliche Archiv- und Bibliothek Stiftung
- Erzbischöfliche Stiftung Köln
- Geschwister-Löhers-Stiftung
- Helmut Müller-Brühl-Stiftung
- Hildegard-Knappstein-Stiftung
- Kardinal-Meisner-Stiftung
- Rogamus-Stiftung für Berufungspastoral
- Stiftung Altersversorgung syrom. Missionspriester
- Stiftung Monastische Gemeinschaften von Jerusalem Köln
- Stiftung Soziale Zwecke

## Kultur und Sehenswürdigkeiten
- Altenberger Dom in Odenthal-Altenberg
- Bonner Münster
- Kreuzbergkirche in Bonn-Ippendorf mit Heiliger Stiege von Balthasar Neumann
- Kölner Dom
- Stiftskirche St. Lambertus in Düsseldorf
- Quirinus-Münster Neuss
- Nevigeser Wallfahrtsdom von Gottfried Böhm in Velbert-Neviges

## Persönlichkeiten
- Albertus Magnus, Dominikaner (* um 1200 in Lauingen; † 15. November 1280 in Köln), Kirchenlehrer, 1931 heiliggesprochen
- Johannes Duns Scotus, Franziskaner (* um 1266 in Duns, Schottland; † 8. November 1308 in Köln), 1993 seliggesprochen
- Adolph Kolping (* 8. Dezember 1813 in Kerpen; † 4. Dezember 1865 in Köln), 1991 seliggesprochen
- Nikolaus Groß (* 30. September 1898 in Niederwenigern), KAB-Sekretär, am 23. Januar 1945 in Plötzensee hingerichtet, am 7. Oktober 2001 seliggesprochen
- Bernhard Letterhaus (* 10. Juli 1894 in Barmen), KAB-Verbandssekretär, am 14. November 1944 in Plötzensee hingerichtet
- Otto Müller (* 9. Dezember 1870 in Eckenhagen), Priester, Verbandspräses der westdeutschen KAB, am 12. Oktober 1944 im Staatskrankenhaus der Polizei in Berlin gestorben
- Joseph Roth (* 30. Januar 1896 in Köln; † 22. Januar 1945 in Bad Godesberg), wurde 2000 in das Deutsche Martyrologium des 20. Jahrhunderts aufgenommen
- Edith Stein (* 12. Oktober 1891 in Breslau; † 9. August 1942 in Auschwitz), 1933 als Schwester Benedicta a Cruce in Köln in den Karmeliterorden eingetreten, 1998 heiliggesprochen
- Liste der Kölner Erzbischöfe und Bischöfe
- Liste der Kölner Weihbischöfe
- Liste der Kölner Generalvikare
- Liste der Kölner Offiziale

## Domkapitel
Das Kölner Domkapitel, Hohes Metropolitan-, Kathedral- und Domkapitel zu Köln, hatte im März 2021 14 Mitglieder, wovon drei nicht am Dom leben und als nichtresidierende Domkapitulare bezeichnet werden. An der Spitze des Kapitels stehen ein Dompropst, den das Domkapitel aus seiner Mitte wählt, und ein Domdechant, den der Erzbischof ernennt. Die Domkapitulare werden durch den Erzbischof von Köln ernannt, wobei er im Wechsel einmal auf Vorschlag des Kapitels ernennt und dann wieder nach Anhörung desselben. Hausherr des Doms ist in Köln das Domkapitel und nicht der Erzbischof. Es wählt nach dem Tod oder dem Rücktritt einen neuen Erzbischof und unterstützt den Erzbischof bei der Verwaltung des Bistums.
Siehe hierzu auch:
- Liste der Kölner Domdechanten
- Liste der Kölner Domherren
- Liste der Kölner Dompröpste
- Liste der Kölner Domprediger

## Sexueller Missbrauch im Erzbistum Köln
In der von der Deutschen Bischofskonferenz beauftragten und im Jahr 2018 veröffentlichten MHG-Studie zum sexuellen Missbrauch in der römisch-katholischen Kirche in Deutschland wurde von 87 Geistlichen berichtet, die im Bereich des Erzbistums Köln des Missbrauchs beschuldigt wurden.
Ein von einer Münchener Rechtsanwaltskanzlei erstelltes Gutachten, das die Rolle der für die Aufklärung verantwortlichen Personen untersuchen sollte, wurde entgegen vorheriger Ankündigungen des Kölner Erzbistums im Oktober 2020 zunächst nicht veröffentlicht. Daraufhin kam es zu vielfachen Protesten und Rücktrittsforderungen an Kardinal Woelki und andere leitende Geistliche. Die Zahl der Kirchenaustritte nahm in der Stadt Köln um 70 % zu.
Ein zweites, im Auftrag des Erzbistums von der Anwaltskanzlei Gercke und Wollschläger erstelltes und vom Erzbistum als „unabhängige Untersuchung“ bezeichnetes Gutachten wurde am 18. März 2021 veröffentlicht. Es ermittelte nach der Untersuchung von 236 Aktenvorgängen aus den Jahren 1975 bis 2018 314 Betroffene und 202 des sexuellen Missbrauchs von Minderjährigen und Schutzbefohlenen Beschuldigte. 127 Beschuldigte waren Kleriker, 66 Personen sind der Gruppe der Laien zuzuordnen. Bei 24 kirchlich Verantwortlichen sieht die Kanzlei Pflichtverletzungen, weil sie Sachverhalte nicht aufgeklärt, bestraft oder verhindert hätten und weil sie sich nicht ausreichend um die Opfer bemüht hätten. Ein Drittel der Fälle fiel in die Verantwortung des verstorbenen Erzbischofs Joachim Kardinal Meisner. Beim derzeitigen Erzbischof Rainer Maria Woelki sahen die Gutachter keine Verfehlungen. Die Gutachter stellten fest, es sei offenbar vorrangig darum gegangen, Reputationsschäden von der Kirche abzuwenden und den einzelnen Beschuldigten weiter im System zu halten; man könne von „systembedingter oder systeminhärenter Vertuschung“ durch Verantwortungsträger des Erzbistums Köln sprechen.
Erzbischof Woelki entband den früheren Generalvikar und heutigen Weihbischof Dominik Schwaderlapp, den langjährigen Offizial Günter Assenmacher und Weihbischof Ansgar Puff von ihren Aufgaben. Schwaderlapp bot daraufhin dem Papst seinen Rücktritt als Bischof an, ebenfalls der Erzbischof von Hamburg, Stefan Heße, der früher Hauptabteilungsleiter Seelsorge-Personal und Generalvikar im Erzbistum Köln gewesen war. Woelki räumte „systembedingte Vertuschung“ ein, die zu rigorosem Handeln zwinge. Seinen eigenen Rücktritt lehnte er ab.
Papst Franziskus ordnete im Mai 2021 eine Apostolische Visitation der Erzdiözese Köln an. Die Bischöfe Johannes van den Hende (Bischof von Rotterdam, Vorsitzender der Niederländischen Bischofskonferenz) und Anders Kardinal Arborelius OCD (Bischof von Stockholm) kamen im Juni nach Köln, um die komplexe pastorale Situation im Erzbistum zu untersuchen.
Nach Prüfung des Visitationsberichtes entschied Papst Franziskus im September 2021, den Rücktritt Stefan Heßes nicht anzunehmen; bei der Visitation seien zwar „persönliche Verfahrensfehler“ Heßes festgestellt worden, die jedoch nicht mit der Absicht begangen worden, Fälle sexuellen Missbrauchs zu vertuschen. Auch Erzbischof Woelki beließ der Papst im Amt, da es keinen Hinweis auf rechtswidriges Handeln gebe. Jedoch habe Woelki in der Kommunikation „auch große Fehler gemacht“, die „wesentlich dazu beigetragen“ hätten, „dass es im Erzbistum zu einer Vertrauenskrise gekommen ist, die viele Gläubige verstört“. Woelki nahm daher vom 12. Oktober 2021 bis zum 1. März 2022 eine „geistliche Auszeit“.
Auch die Rücktritte der Weihbischöfe Dominikus Schwaderlapp und Ansgar Puff nahm der Papst nicht an; bei beiden seien zwar vereinzelt Mängel in der Amtsführung festgestellt worden, jedoch kein vorsätzliches Vertuschen und keine Missachtung von Betroffenen.
Die Entscheidungen des Papstes wurden zurückhaltend und teilweise ablehnend oder empört aufgenommen; es könne angesichts des eingetretenen Vertrauensverlustes der Bistumsleitung kein „Weiter so!“ geben.
Am 4. Dezember 2021 gab das Erzbistum bekannt, dass die Kosten für die Unabhängige Untersuchung zwischen 2019 und 2021 sowie für zwei juristischen Hauptgutachten, weitere rechtliche Beratung und für Krisenberatung rund 2,8 Mio. Euro betrugen. Demgegenüber beliefen sich die seit 2010 an Betroffene des sexuellen Missbrauchs ausgezahlten Anerkennungsleistungen auf knapp 1,5 Mio. Euro. Beide Summen seien nicht aus Kirchensteuer-Mitteln bestritten worden, sondern aus einem Sondervermögen der Diözese, dem „Fonds für Bedürfnisse des Bistums (BB-Fonds)“, der im Wesentlichen durch Abgaben von Klerikern aus vergangenen Jahrzehnten gebildet wurde.
Ferner wurde 2022 bekannt, dass das Erzbistum die Spielschulden eines Priesters in Höhe von ca. 500.000 Euro beglichen hatte und die Gelder für die Spielschulden teilweise aus dem Sondervermögen entnommen hatte, das auch für Zahlungen für Missbrauchsopfer bestimmt ist; zusätzliche 615.000 Euro an Zinsen und Steuern in der gleichen Sache waren aus dem Personaletat des Erzbistums nachgezahlt worden. Vertreter von Missbrauchsopfern kritisierten, dass das Erzbistum damit die fünfzigfache Summe für die Spielschulden eines Priesters ausgebe, als es Missbrauchsopfern durchschnittlich zugestehe.
Im Juni 2023 wurde das Erzbistum Köln vom Landgericht Köln nach einer mündlichen Verhandlung zur Zahlung von 300.000 Euro Schmerzensgeld an einen von Missbrauch Betroffenen verurteilt. Dieser war in den 1970er Jahren mehr als 300 Mal von einem Priester missbraucht worden. Das Erzbistum hatte auf eine Verjährung des Falls verzichtet. Es ist das erste Urteil eines deutschen Gerichts, das einem Opfer sexuellen Kindesmissbrauchs durch einen Priester der katholischen Kirche eine Entschädigung in Form eines Schmerzensgelds zuerkennt.
Im August 2023 wurde bekannt, dass als Ergebnis einer Routineprüfung des IT-Dienstleisters von Dienstrechnern des Erzbistums aus mehr als tausend Zugriffsversuche auf pornographische Internetseiten in einer Liste dokumentiert sind. Diese Aktivitäten sollen der Bistumsspitze seit Juli 2022 bekannt gewesen sein. Unter den verdächtigen Mitarbeitern seien auch „höchstrangige“ Kleriker. Des weiteren enthalte die Liste den Namen eines Mitarbeiters, dessen Büro und dessen Wohnung zuvor bereits wegen des Verdachtes auf Besitz und Beschaffung kinderpornographischen Materials von der Justiz durchsucht worden sei.